# Tour cycliste féminin international de l'Ardèche 2019
La 17e édition du Tour cycliste féminin international de l'Ardèche a lieu du 13 au 19 septembre 2019. La course fait partie du calendrier UCI féminin en catégorie 2.1.
Sur la première étape, Marianne Vos attaque dans le final avec Tatiana Guderzo avant de s'imposer. Elle récidive dans la deuxième étape, en remportant le sprint en côte. Elle sort dans le final de la troisième étape et réalise un triplé. Une échappée de quinze coureuses animent la quatrième étape. Anouska Koster en sort vainqueur. Le lendemain, Marta Bastianelli s'impose avec plus de sept minutes d'avance au bout d'une échappée solitaire de quatre-vingt kilomètres. Sur la sixième étape, Marianne Vos attaque avec Clara Koppenburg et gagne de nouveau. Elle renouvelle l'opération le lendemain avec Nikola Noskova cette fois. Logiquement la Néerlandaise remporte le classement général, celui des points et du combiné. Clara Koppenburg et Eider Merino complètent le podium. Mavi Garcia est la meilleure grimpeuse, Evita Muzic la meilleure jeune, Marta Bastianelli la meilleure sprinteuse et WNT la meilleure équipe.

## Équipes
L'édition 2019 de cette course devrait être disputer par 29 équipes.
| Équipes féminines professionnelles (14)- Astana Women's - BePink - Biehler Pro Cycling - BTC City Ljubljana - Canyon-SRAM Racing - CCC-Liv - FDJ-Nouvelle Aquitaine-Futuroscope - Health Mate-Ladies Team - Minsk Cycling Club - Rally UHC Cycling Women - Servetto-Piumate-Beltrami TSA - Team Illuminate - Tibco-Silicon Valley Bank - WNT-Rotor Pro Cycling Équipes nationales (7)- Afrique du Sud - Autriche - Colombie - Espagne - Lituanie - Tchéquie - Ukraine Équipe féminines amateur (3)- Crédit mutuel - Maxx-Solar - Swaboladies Équipe régionale et de club- Centre mondial du cyclisme |
| |

## Étapes
| Étape     | Date     | Villes étapes                            | type              | Distance (km) | Vainqueur d'étape | Leader du classement général |
| --------- | -------- | ---------------------------------------- | ----------------- | ------------- | ----------------- | ---------------------------- |
| 1re étape | 13 sept. | Saint-Paul-le-Jeune – Aubenas            | étape vallonnée   | 126,4         | Marianne Vos      | Marianne Vos                 |
| 2e étape  | 14 sept. | Mende – mont Lozère                      | étape de montagne | 139,16        | Marianne Vos      | Marianne Vos                 |
| 3e étape  | 15 sept. | Avignon – Apt                            | étape de plaine   | 127,11        | Marianne Vos      | Marianne Vos                 |
| 4e étape  | 16 sept. | Savasse – Montboucher-sur-Jabron         | étape de plaine   | 138,02        | Anouska Koster    | Marianne Vos                 |
| 5e étape  | 17 sept. | Saint-Georges-les-Bains – Saint-Félicien | étape vallonnée   | 112,87        | Marta Bastianelli | Marianne Vos                 |
| 6e étape  | 18 sept. | Saint-Sauveur-de-Montagut – Beauchastel  | étape vallonnée   | 111,15        | Marianne Vos      | Marianne Vos                 |
| 7e étape  | 19 sept. | Chomérac – Privas                        | étape vallonnée   | 87,94         | Marianne Vos      | Marianne Vos                 |

## Déroulement de la course

### 1reétape
La météo est clémente. Dans la première ascension, la formation CCC-Liv mène le peloton. Kathrin Hammes gagne le prix des monts. Marta Bastianelli remporte le premier rush. Un groupe de vingt-deux coureuses se détache plus loin. Cet éclatement du peloton se confirme au kilomètre cinquante, où il est divisé en trois. Mavi Garcia gagne le deuxième prix de la montagne. Le deuxième rush va à Teuntje Beekhuis et le troisième à Tatiana Guderzo. Elle attaque ensuite en compagnie de Marianne Vos. La Néerlandaise lâche l'Italienne à deux kilomètres de l'arrivée et s'impose seule.

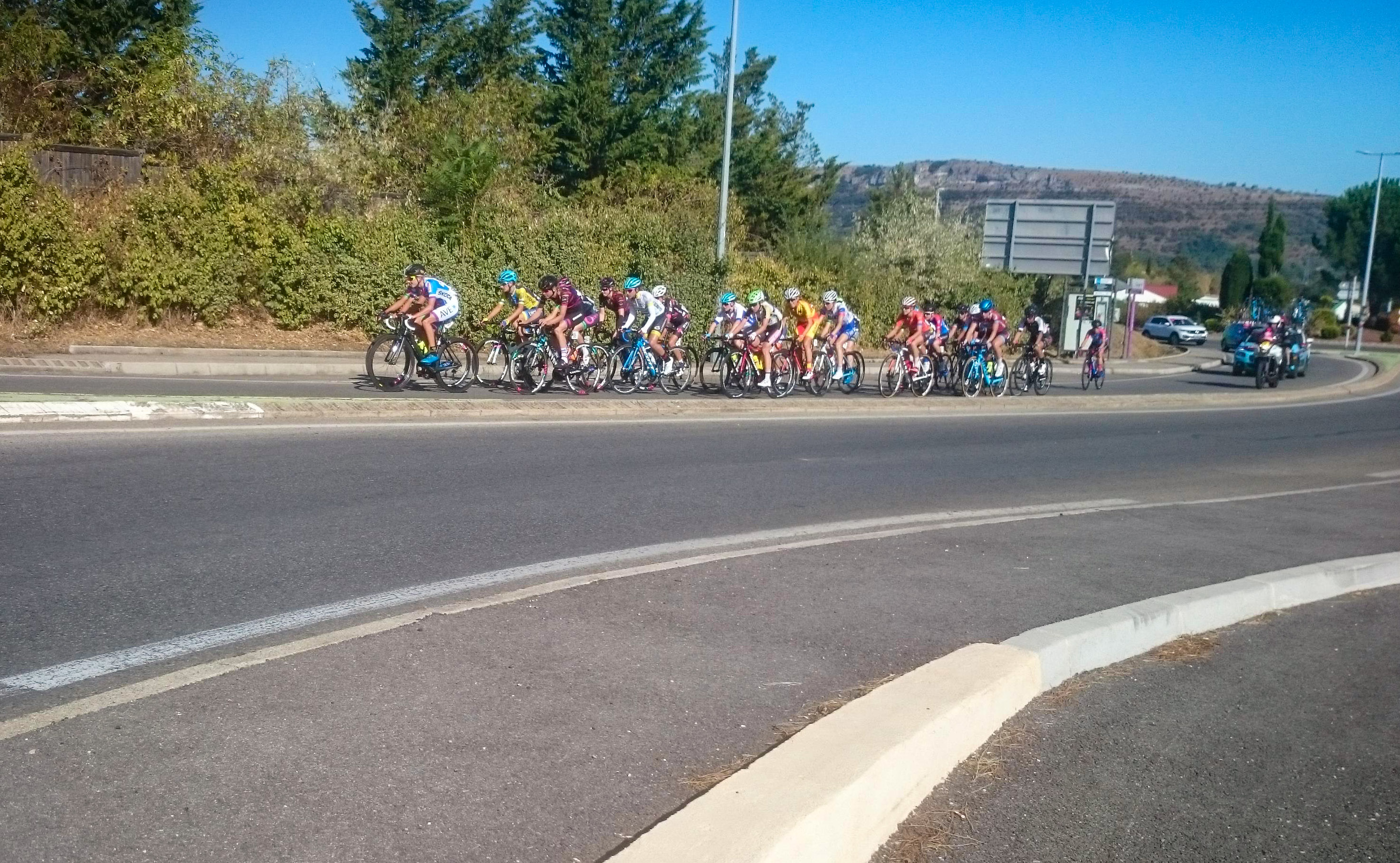
Une partie du peloton arrivant à Aubenas.

| \| Classement de l'étape \| Classement de l'étape \| Classement de l'étape \| Classement de l'étape \| Classement de l'étape \| \| Coureuse \| Coureuse \| Pays \| Équipe \| Temps \| \| --------------------- \| --------------------- \| --------------------- \| ---------------------------------- \| --------------------- \| \| 1re \| Marianne Vos \| Pays-Bas \| CCC-Liv \| 3 h 34 min 38 s \| \| 2e \| Tatiana Guderzo \| Italie \| Bepink \| + 15 s \| \| 3e \| Lauren Stephens \| États-Unis \| Tibco-Silicon Valley Bank \| + 1 min 23 s \| \| 4e \| Mavi García \| Espagne \| Espagne \| + 1 min 23 s \| \| 5e \| Ane Santesteban \| Espagne \| WNT-Rotor Pro Cycling \| + 1 min 27 s \| \| 6e \| Nikola Nosková \| Tchéquie \| Tchéquie \| + 1 min 27 s \| \| 7e \| Évita Muzic \| France \| FDJ-Nouvelle Aquitaine-Futuroscope \| + 1 min 32 s \| \| 8e \| Erica Magnaldi \| Italie \| WNT-Rotor Pro Cycling \| + 1 min 32 s \| \| 9e \| Yevheniya Vysotska \| Ukraine \| Servetto-Piumate-Beltrami TSA \| + 1 min 32 s \| \| 10e \| Katrine Aalerud \| Norvège \| Virtu Cycling Women \| + 1 min 32 s \| |                    |            |                                    |                 |
| |                    |            |                                    |                 |
| |                    |            |                                    |                 |
| Classement de l'étape |                    |            |                                    |                 |
| Coureuse | Coureuse           | Pays       | Équipe                             | Temps           |
| 1re | Marianne Vos       | Pays-Bas   | CCC-Liv                            | 3 h 34 min 38 s |
| 2e | Tatiana Guderzo    | Italie     | Bepink                             | + 15 s          |
| 3e | Lauren Stephens    | États-Unis | Tibco-Silicon Valley Bank          | + 1 min 23 s    |
| 4e | Mavi García        | Espagne    | Espagne                            | + 1 min 23 s    |
| 5e | Ane Santesteban    | Espagne    | WNT-Rotor Pro Cycling              | + 1 min 27 s    |
| 6e | Nikola Nosková     | Tchéquie   | Tchéquie                           | + 1 min 27 s    |
| 7e | Évita Muzic        | France     | FDJ-Nouvelle Aquitaine-Futuroscope | + 1 min 32 s    |
| 8e | Erica Magnaldi     | Italie     | WNT-Rotor Pro Cycling              | + 1 min 32 s    |
| 9e | Yevheniya Vysotska | Ukraine    | Servetto-Piumate-Beltrami TSA      | + 1 min 32 s    |
| 10e | Katrine Aalerud    | Norvège    | Virtu Cycling Women                | + 1 min 32 s    |

| \| Classement général \| Classement général \| Classement général \| Classement général \| Classement général \| \| Coureuse \| Coureuse \| Pays \| Équipe \| Temps \| \| ------------------ \| ------------------ \| ------------------ \| ---------------------------------- \| ------------------ \| \| 1re \| Marianne Vos \| Pays-Bas \| CCC-Liv \| 3 h 34 min 38 s \| \| 2e \| Tatiana Guderzo \| Italie \| Bepink \| + 15 s \| \| 3e \| Lauren Stephens \| États-Unis \| Tibco-Silicon Valley Bank \| + 1 min 23 s \| \| 4e \| Mavi García \| Espagne \| Espagne \| + 1 min 23 s \| \| 5e \| Ane Santesteban \| Espagne \| WNT-Rotor Pro Cycling \| + 1 min 27 s \| \| 6e \| Nikola Nosková \| Tchéquie \| Tchéquie \| + 1 min 27 s \| \| 7e \| Évita Muzic \| France \| FDJ-Nouvelle Aquitaine-Futuroscope \| + 1 min 32 s \| \| 8e \| Erica Magnaldi \| Italie \| WNT-Rotor Pro Cycling \| + 1 min 32 s \| \| 9e \| Yevheniya Vysotska \| Ukraine \| Servetto-Piumate-Beltrami TSA \| + 1 min 32 s \| \| 10e \| Katrine Aalerud \| Norvège \| Virtu Cycling Women \| + 1 min 32 s \| |                    |            |                                    |                 |
| |                    |            |                                    |                 |
| |                    |            |                                    |                 |
| Classement général |                    |            |                                    |                 |
| Coureuse | Coureuse           | Pays       | Équipe                             | Temps           |
| 1re | Marianne Vos       | Pays-Bas   | CCC-Liv                            | 3 h 34 min 38 s |
| 2e | Tatiana Guderzo    | Italie     | Bepink                             | + 15 s          |
| 3e | Lauren Stephens    | États-Unis | Tibco-Silicon Valley Bank          | + 1 min 23 s    |
| 4e | Mavi García        | Espagne    | Espagne                            | + 1 min 23 s    |
| 5e | Ane Santesteban    | Espagne    | WNT-Rotor Pro Cycling              | + 1 min 27 s    |
| 6e | Nikola Nosková     | Tchéquie   | Tchéquie                           | + 1 min 27 s    |
| 7e | Évita Muzic        | France     | FDJ-Nouvelle Aquitaine-Futuroscope | + 1 min 32 s    |
| 8e | Erica Magnaldi     | Italie     | WNT-Rotor Pro Cycling              | + 1 min 32 s    |
| 9e | Yevheniya Vysotska | Ukraine    | Servetto-Piumate-Beltrami TSA      | + 1 min 32 s    |
| 10e | Katrine Aalerud    | Norvège    | Virtu Cycling Women                | + 1 min 32 s    |

### 2eétape
Mavi Garcia gagne les deux premiers prix des monts, tandis que Marta Bastianelli gagne les deux premiers rushs. Une échappée se forme ensuite. Il y a là : Jeanne Korevaar, Ella Harris, Omer Shapira, Anouska Koster, Emily Newsom, Kathrin Hammes, Ena Lopez, Katia Ragusa et Jarmila Machacova. Elles ont une avance allant jusqu'à deux minutes quarante. Dans la montée Croix Neuve à Mende, alias montée Jalabert, Omer Shapira distance ses compagnons de fuite. Jeanne Korevaar est en poursuite. Elle est reprise à dix kilomètres de l'arrivée, tandis qu'Omer Shapira l'est aux deux kilomètres. Marianne Vos s'impose ensuite.
| \| Classement de l'étape \| Classement de l'étape \| Classement de l'étape \| Classement de l'étape \| Classement de l'étape \| \| Coureuse \| Coureuse \| Pays \| Équipe \| Temps \| \| --------------------- \| --------------------- \| --------------------- \| ---------------------------------- \| --------------------- \| \| 1re \| Marianne Vos \| Pays-Bas \| CCC-Liv \| 4 h 21 min 57 s \| \| 2e \| Lauren Stephens \| États-Unis \| Tibco-Silicon Valley Bank \| + 6 s \| \| 3e \| Eider Merino \| Espagne \| Espagne \| + 23 s \| \| 4e \| Katrine Aalerud \| Norvège \| Virtu Cycling Women \| + 31 s \| \| 5e \| Erica Magnaldi \| Italie \| WNT-Rotor Pro Cycling \| + 34 s \| \| 6e \| Ane Santesteban \| Espagne \| WNT-Rotor Pro Cycling \| + 47 s \| \| 7e \| Nikola Nosková \| Tchéquie \| Tchéquie \| + 58 s \| \| 8e \| Mavi García \| Espagne \| Espagne \| + 1 min 16 s \| \| 9e \| Clara Koppenburg \| Allemagne \| WNT-Rotor Pro Cycling \| + 1 min 28 s \| \| 10e \| Évita Muzic \| France \| FDJ-Nouvelle Aquitaine-Futuroscope \| + 1 min 38 s \| |                  |            |                                    |                 |
| |                  |            |                                    |                 |
| |                  |            |                                    |                 |
| Classement de l'étape |                  |            |                                    |                 |
| Coureuse | Coureuse         | Pays       | Équipe                             | Temps           |
| 1re | Marianne Vos     | Pays-Bas   | CCC-Liv                            | 4 h 21 min 57 s |
| 2e | Lauren Stephens  | États-Unis | Tibco-Silicon Valley Bank          | + 6 s           |
| 3e | Eider Merino     | Espagne    | Espagne                            | + 23 s          |
| 4e | Katrine Aalerud  | Norvège    | Virtu Cycling Women                | + 31 s          |
| 5e | Erica Magnaldi   | Italie     | WNT-Rotor Pro Cycling              | + 34 s          |
| 6e | Ane Santesteban  | Espagne    | WNT-Rotor Pro Cycling              | + 47 s          |
| 7e | Nikola Nosková   | Tchéquie   | Tchéquie                           | + 58 s          |
| 8e | Mavi García      | Espagne    | Espagne                            | + 1 min 16 s    |
| 9e | Clara Koppenburg | Allemagne  | WNT-Rotor Pro Cycling              | + 1 min 28 s    |
| 10e | Évita Muzic      | France     | FDJ-Nouvelle Aquitaine-Futuroscope | + 1 min 38 s    |

| \| Classement général \| Classement général \| Classement général \| Classement général \| Classement général \| \| Coureuse \| Coureuse \| Pays \| Équipe \| Temps \| \| ------------------ \| ------------------ \| ------------------ \| ------------------------- \| ------------------ \| \| 1re \| Marianne Vos \| Pays-Bas \| CCC-Liv \| 7 h 56 min 35 s \| \| 2e \| Lauren Stephens \| États-Unis \| Tibco-Silicon Valley Bank \| + 1 min 29 s \| \| 3e \| Tatiana Guderzo \| Italie \| Bepink \| + 1 min 53 s \| \| 4e \| Eider Merino \| Espagne \| Espagne \| + 1 min 55 s \| \| 5e \| Katrine Aalerud \| Norvège \| Virtu Cycling Women \| + 2 min 03 s \| \| 6e \| Erica Magnaldi \| Italie \| WNT-Rotor Pro Cycling \| + 2 min 06 s \| \| 7e \| Ane Santesteban \| Espagne \| WNT-Rotor Pro Cycling \| + 2 min 14 s \| \| 8e \| Nikola Nosková \| Tchéquie \| Tchéquie \| + 2 min 25 s \| \| 9e \| Mavi García \| Espagne \| Espagne \| + 2 min 39 s \| \| 10e \| Clara Koppenburg \| Allemagne \| WNT-Rotor Pro Cycling \| + 3 min 00 s \| |                  |            |                           |                 |
| |                  |            |                           |                 |
| |                  |            |                           |                 |
| Classement général |                  |            |                           |                 |
| Coureuse | Coureuse         | Pays       | Équipe                    | Temps           |
| 1re | Marianne Vos     | Pays-Bas   | CCC-Liv                   | 7 h 56 min 35 s |
| 2e | Lauren Stephens  | États-Unis | Tibco-Silicon Valley Bank | + 1 min 29 s    |
| 3e | Tatiana Guderzo  | Italie     | Bepink                    | + 1 min 53 s    |
| 4e | Eider Merino     | Espagne    | Espagne                   | + 1 min 55 s    |
| 5e | Katrine Aalerud  | Norvège    | Virtu Cycling Women       | + 2 min 03 s    |
| 6e | Erica Magnaldi   | Italie     | WNT-Rotor Pro Cycling     | + 2 min 06 s    |
| 7e | Ane Santesteban  | Espagne    | WNT-Rotor Pro Cycling     | + 2 min 14 s    |
| 8e | Nikola Nosková   | Tchéquie   | Tchéquie                  | + 2 min 25 s    |
| 9e | Mavi García      | Espagne    | Espagne                   | + 2 min 39 s    |
| 10e | Clara Koppenburg | Allemagne  | WNT-Rotor Pro Cycling     | + 3 min 00 s    |

### 3eétape
Des coureuses tentent de sortir dès le début d'étape. Kseniya Dobrynina et Vania Canvelli sont les premières à obtenir un peu d'avance. Agua Marina Espinola chasse derrière. Dans le col de la Mure, la Russe est distancée. Au sommet, Vania Canvelli a deux minutes quarante-cinq d'avance sur le peloton. Dobrynina et Espinola sont reprises après une longue échappée. Silvia Valsecchi et Sara Poidevin attaquent ensuite. Au kilomètre quatre-vingt-cinq, elles ont deux minutes de retard sur Canvelli et trois minutes d'avance sur le peloton. La jonction avec la tête s'effectue au kilomètre quatre-vingt-dix-sept, Canvelli lâche ensuite. Valsecchi ne passe plus et est distancée à vingt-cinq kilomètres de la ligne. En haut du deuxième prix de la montagne, le peloton a deux minutes de retard. Peu après l'ultime prix de la montagne, Marianne Vos passe à l'offensive avec cinq autres concurrentes. Elle attaque de nouveau à quatre kilomètres de l'arrivée et s'impose seule.

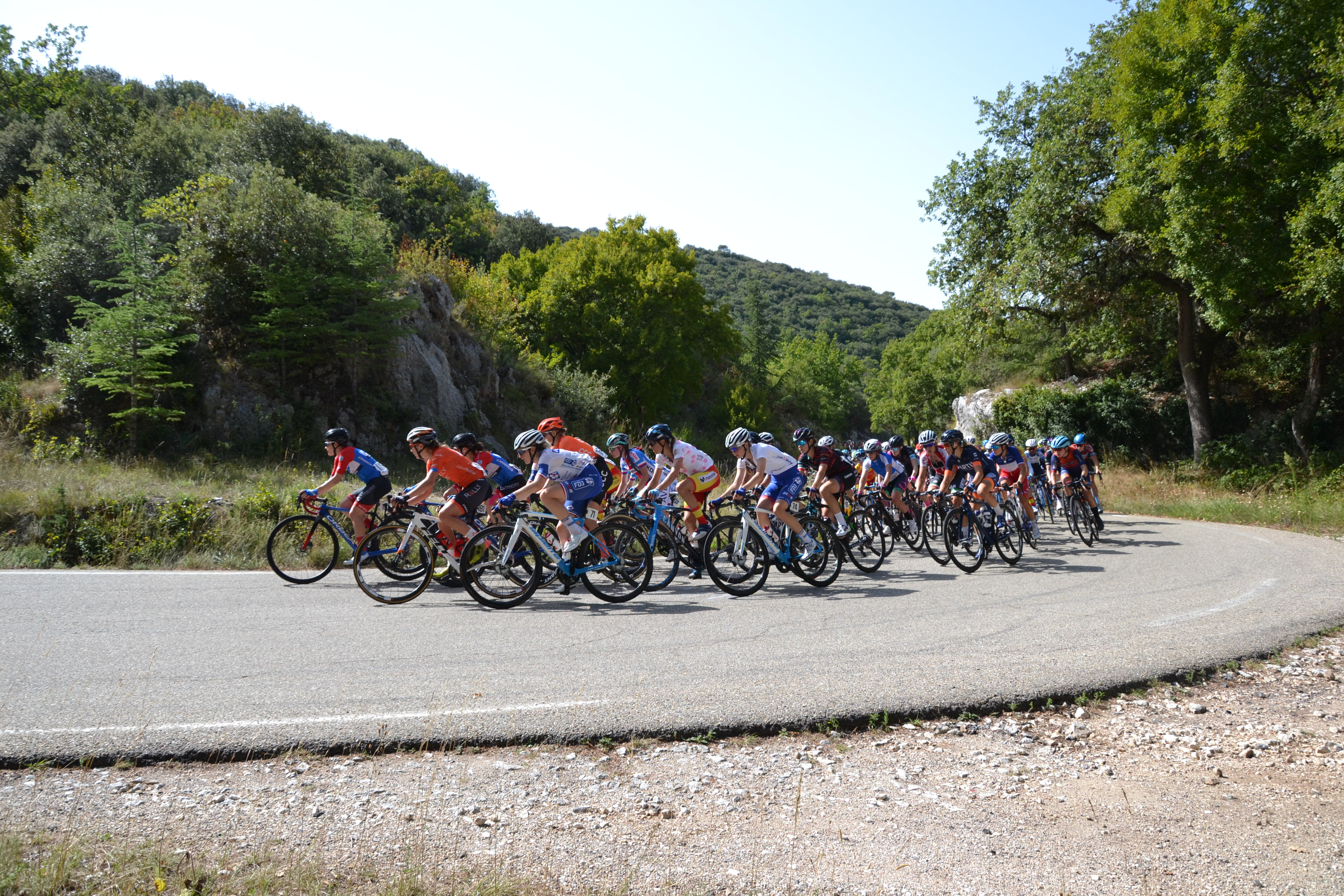
Passage du peloton, Mavi Garcia porteuse du maillot à pois et 3eme lors de cette étape.

| \| Classement de l'étape \| Classement de l'étape \| Classement de l'étape \| Classement de l'étape \| Classement de l'étape \| \| Coureuse \| Coureuse \| Pays \| Équipe \| Temps \| \| --------------------- \| --------------------- \| --------------------- \| ------------------------- \| --------------------- \| \| 1re \| Marianne Vos \| Pays-Bas \| CCC-Liv \| 4 h 07 min 04 s \| \| 2e \| Ane Santesteban \| Espagne \| WNT-Rotor Pro Cycling \| + 2 s \| \| 3e \| Mavi García \| Espagne \| Espagne \| + 2 s \| \| 4e \| Erica Magnaldi \| Italie \| WNT-Rotor Pro Cycling \| + 2 s \| \| 5e \| Eider Merino \| Espagne \| Espagne \| + 2 s \| \| 6e \| Tatiana Guderzo \| Italie \| Bepink \| + 44 s \| \| 7e \| Katrine Aalerud \| Norvège \| Virtu Cycling Women \| + 44 s \| \| 8e \| Sara Poidevin \| Canada \| Rally Cycling \| + 48 s \| \| 9e \| Lauren Stephens \| États-Unis \| Tibco-Silicon Valley Bank \| + 1 min 00 s \| \| 10e \| Clara Koppenburg \| Allemagne \| WNT-Rotor Pro Cycling \| + 1 min 16 s \| |                  |            |                           |                 |
| |                  |            |                           |                 |
| |                  |            |                           |                 |
| Classement de l'étape |                  |            |                           |                 |
| Coureuse | Coureuse         | Pays       | Équipe                    | Temps           |
| 1re | Marianne Vos     | Pays-Bas   | CCC-Liv                   | 4 h 07 min 04 s |
| 2e | Ane Santesteban  | Espagne    | WNT-Rotor Pro Cycling     | + 2 s           |
| 3e | Mavi García      | Espagne    | Espagne                   | + 2 s           |
| 4e | Erica Magnaldi   | Italie     | WNT-Rotor Pro Cycling     | + 2 s           |
| 5e | Eider Merino     | Espagne    | Espagne                   | + 2 s           |
| 6e | Tatiana Guderzo  | Italie     | Bepink                    | + 44 s          |
| 7e | Katrine Aalerud  | Norvège    | Virtu Cycling Women       | + 44 s          |
| 8e | Sara Poidevin    | Canada     | Rally Cycling             | + 48 s          |
| 9e | Lauren Stephens  | États-Unis | Tibco-Silicon Valley Bank | + 1 min 00 s    |
| 10e | Clara Koppenburg | Allemagne  | WNT-Rotor Pro Cycling     | + 1 min 16 s    |

| \| Classement général \| Classement général \| Classement général \| Classement général \| Classement général \| \| Coureuse \| Coureuse \| Pays \| Équipe \| Temps \| \| ------------------ \| ------------------ \| ------------------ \| ------------------------- \| ------------------ \| \| 1re \| Marianne Vos \| Pays-Bas \| CCC-Liv \| 12 h 03 min 39 s \| \| 2e \| Eider Merino \| Espagne \| Espagne \| + 1 min 57 s \| \| 3e \| Erica Magnaldi \| Italie \| WNT-Rotor Pro Cycling \| + 2 min 08 s \| \| 4e \| Ane Santesteban \| Espagne \| WNT-Rotor Pro Cycling \| + 2 min 16 s \| \| 5e \| Lauren Stephens \| États-Unis \| Tibco-Silicon Valley Bank \| + 2 min 29 s \| \| 6e \| Tatiana Guderzo \| Italie \| Bepink \| + 2 min 37 s \| \| 7e \| Mavi García \| Espagne \| Espagne \| + 2 min 41 s \| \| 8e \| Katrine Aalerud \| Norvège \| Virtu Cycling Women \| + 2 min 47 s \| \| 9e \| Clara Koppenburg \| Allemagne \| WNT-Rotor Pro Cycling \| + 4 min 16 s \| \| 10e \| Sara Poidevin \| Canada \| Rally Cycling \| + 4 min 39 s \| |                  |            |                           |                  |
| |                  |            |                           |                  |
| |                  |            |                           |                  |
| Classement général |                  |            |                           |                  |
| Coureuse | Coureuse         | Pays       | Équipe                    | Temps            |
| 1re | Marianne Vos     | Pays-Bas   | CCC-Liv                   | 12 h 03 min 39 s |
| 2e | Eider Merino     | Espagne    | Espagne                   | + 1 min 57 s     |
| 3e | Erica Magnaldi   | Italie     | WNT-Rotor Pro Cycling     | + 2 min 08 s     |
| 4e | Ane Santesteban  | Espagne    | WNT-Rotor Pro Cycling     | + 2 min 16 s     |
| 5e | Lauren Stephens  | États-Unis | Tibco-Silicon Valley Bank | + 2 min 29 s     |
| 6e | Tatiana Guderzo  | Italie     | Bepink                    | + 2 min 37 s     |
| 7e | Mavi García      | Espagne    | Espagne                   | + 2 min 41 s     |
| 8e | Katrine Aalerud  | Norvège    | Virtu Cycling Women       | + 2 min 47 s     |
| 9e | Clara Koppenburg | Allemagne  | WNT-Rotor Pro Cycling     | + 4 min 16 s     |
| 10e | Sara Poidevin    | Canada     | Rally Cycling             | + 4 min 39 s     |

### 4eétape
La première échappée se forme au kilomètre vingt-deux. Heidi Franz mène ce groupe de quinze coureuses dont font aussi partie Laura Asencio et Jeanne Korevaar. Le premier prix de la montagne est remporté par Ohla Kulynich, le deuxième par Katia Ragusa. Anouska Koster et Sofia Bertizzolo remportent les deux premiers rushs et protège ainsi le maillot de leur leader. Katia Ragusa passe en tête le dernier sommet. L'avance de l'échappée culmine à six minutes quinze. Anouska Koster remporte le sprint pour l'étape.
| \| Classement de l'étape \| Classement de l'étape \| Classement de l'étape \| Classement de l'étape \| Classement de l'étape \| \| Coureuse \| Coureuse \| Pays \| Équipe \| Temps \| \| --------------------- \| ---------------------- \| --------------------- \| ---------------------------------- \| --------------------- \| \| 1re \| Anouska Koster \| Pays-Bas \| Virtu Cycling Women \| 4 h 12 min 13 s \| \| 2e \| Jarmila Machačová \| Tchéquie \| Tchéquie \| + 0 s \| \| 3e \| Hanna Tserakh \| Biélorussie \| Minsk Cycling Club \| + 0 s \| \| 4e \| Ella Harris \| Nouvelle-Zélande \| Canyon-SRAM Racing \| + 0 s \| \| 5e \| Heidi Franz \| États-Unis \| Rally Cycling \| + 0 s \| \| 6e \| Silvia Valsecchi \| Italie \| Bepink \| + 0 s \| \| 7e \| Jeanne Korevaar \| Pays-Bas \| CCC-Liv \| + 0 s \| \| 8e \| Shara Marche \| Australie \| FDJ-Nouvelle Aquitaine-Futuroscope \| + 0 s \| \| 9e \| Enara López Gallastegi \| Espagne \| Espagne \| + 0 s \| \| 10e \| Kseniya Dobrynina \| Russie \| Servetto-Piumate-Beltrami TSA \| + 0 s \| |                        |                  |                                    |                 |
| |                        |                  |                                    |                 |
| |                        |                  |                                    |                 |
| Classement de l'étape |                        |                  |                                    |                 |
| Coureuse | Coureuse               | Pays             | Équipe                             | Temps           |
| 1re | Anouska Koster         | Pays-Bas         | Virtu Cycling Women                | 4 h 12 min 13 s |
| 2e | Jarmila Machačová      | Tchéquie         | Tchéquie                           | + 0 s           |
| 3e | Hanna Tserakh          | Biélorussie      | Minsk Cycling Club                 | + 0 s           |
| 4e | Ella Harris            | Nouvelle-Zélande | Canyon-SRAM Racing                 | + 0 s           |
| 5e | Heidi Franz            | États-Unis       | Rally Cycling                      | + 0 s           |
| 6e | Silvia Valsecchi       | Italie           | Bepink                             | + 0 s           |
| 7e | Jeanne Korevaar        | Pays-Bas         | CCC-Liv                            | + 0 s           |
| 8e | Shara Marche           | Australie        | FDJ-Nouvelle Aquitaine-Futuroscope | + 0 s           |
| 9e | Enara López Gallastegi | Espagne          | Espagne                            | + 0 s           |
| 10e | Kseniya Dobrynina      | Russie           | Servetto-Piumate-Beltrami TSA      | + 0 s           |

| \| Classement général \| Classement général \| Classement général \| Classement général \| Classement général \| \| Coureuse \| Coureuse \| Pays \| Équipe \| Temps \| \| ------------------ \| ------------------ \| ------------------ \| ------------------------- \| ------------------ \| \| 1re \| Marianne Vos \| Pays-Bas \| CCC-Liv \| 16 h 18 min 39 s \| \| 2e \| Eider Merino \| Espagne \| Espagne \| + 1 min 57 s \| \| 3e \| Erica Magnaldi \| Italie \| WNT-Rotor Pro Cycling \| + 2 min 08 s \| \| 4e \| Ane Santesteban \| Espagne \| WNT-Rotor Pro Cycling \| + 2 min 16 s \| \| 5e \| Lauren Stephens \| États-Unis \| Tibco-Silicon Valley Bank \| + 2 min 29 s \| \| 6e \| Tatiana Guderzo \| Italie \| Bepink \| + 2 min 37 s \| \| 7e \| Mavi García \| Espagne \| Espagne \| + 2 min 41 s \| \| 8e \| Katrine Aalerud \| Norvège \| Virtu Cycling Women \| + 2 min 47 s \| \| 9e \| Clara Koppenburg \| Allemagne \| WNT-Rotor Pro Cycling \| + 4 min 16 s \| \| 10e \| Sara Poidevin \| Canada \| Rally Cycling \| + 4 min 39 s \| |                  |            |                           |                  |
| |                  |            |                           |                  |
| |                  |            |                           |                  |
| Classement général |                  |            |                           |                  |
| Coureuse | Coureuse         | Pays       | Équipe                    | Temps            |
| 1re | Marianne Vos     | Pays-Bas   | CCC-Liv                   | 16 h 18 min 39 s |
| 2e | Eider Merino     | Espagne    | Espagne                   | + 1 min 57 s     |
| 3e | Erica Magnaldi   | Italie     | WNT-Rotor Pro Cycling     | + 2 min 08 s     |
| 4e | Ane Santesteban  | Espagne    | WNT-Rotor Pro Cycling     | + 2 min 16 s     |
| 5e | Lauren Stephens  | États-Unis | Tibco-Silicon Valley Bank | + 2 min 29 s     |
| 6e | Tatiana Guderzo  | Italie     | Bepink                    | + 2 min 37 s     |
| 7e | Mavi García      | Espagne    | Espagne                   | + 2 min 41 s     |
| 8e | Katrine Aalerud  | Norvège    | Virtu Cycling Women       | + 2 min 47 s     |
| 9e | Clara Koppenburg | Allemagne  | WNT-Rotor Pro Cycling     | + 4 min 16 s     |
| 10e | Sara Poidevin    | Canada     | Rally Cycling             | + 4 min 39 s     |

### 5eétape
Tatiana Guderzo gagne le premier rush. Mavi Garcia passe au sommet du premier prix de la montagne. Au kilomètre trente-quatre, Tesfoam Eyeru Gebru attaque et obtient trente secondes d'avance. Elle prend le rush au passage. Peu après, Marta Bastianelli attaque. Elle reprend et dépasse Gebru. Dans la deuxième montée du parcours, Olha Kulynych rejoint Bastianelli et gagne le prix de la montagne. Elle est cependant distancée dans la descente. Marta Bastianelli s'impose en solitaire avec sept minutes trente d'avance sur Marianne Vos qui règle le peloton.
| \| Classement de l'étape \| Classement de l'étape \| Classement de l'étape \| Classement de l'étape \| Classement de l'étape \| \| Coureuse \| Coureuse \| Pays \| Équipe \| Temps \| \| --------------------- \| ----------------------- \| --------------------- \| ------------------------- \| --------------------- \| \| 1re \| Marta Bastianelli \| Italie \| Virtu Cycling Women \| 3 h 29 min 43 s \| \| 2e \| Marianne Vos \| Pays-Bas \| CCC-Liv \| + 7 min 31 s \| \| 3e \| Lauren Stephens \| États-Unis \| Tibco-Silicon Valley Bank \| + 7 min 31 s \| \| 4e \| Mavi García \| Espagne \| Espagne \| + 7 min 31 s \| \| 5e \| Ane Santesteban \| Espagne \| WNT-Rotor Pro Cycling \| + 7 min 31 s \| \| 6e \| Kristabel Doebel-Hickok \| États-Unis \| Rally Cycling \| + 7 min 31 s \| \| 7e \| Erica Magnaldi \| Italie \| WNT-Rotor Pro Cycling \| + 7 min 31 s \| \| 8e \| Katrine Aalerud \| Norvège \| Virtu Cycling Women \| + 7 min 31 s \| \| 9e \| Jarmila Machačová \| Tchéquie \| Tchéquie \| + 7 min 31 s \| \| 10e \| Arlenis Sierra \| Cuba \| Astana Women's Team \| + 7 min 31 s \| |                         |            |                           |                 |
| |                         |            |                           |                 |
| |                         |            |                           |                 |
| Classement de l'étape |                         |            |                           |                 |
| Coureuse | Coureuse                | Pays       | Équipe                    | Temps           |
| 1re | Marta Bastianelli       | Italie     | Virtu Cycling Women       | 3 h 29 min 43 s |
| 2e | Marianne Vos            | Pays-Bas   | CCC-Liv                   | + 7 min 31 s    |
| 3e | Lauren Stephens         | États-Unis | Tibco-Silicon Valley Bank | + 7 min 31 s    |
| 4e | Mavi García             | Espagne    | Espagne                   | + 7 min 31 s    |
| 5e | Ane Santesteban         | Espagne    | WNT-Rotor Pro Cycling     | + 7 min 31 s    |
| 6e | Kristabel Doebel-Hickok | États-Unis | Rally Cycling             | + 7 min 31 s    |
| 7e | Erica Magnaldi          | Italie     | WNT-Rotor Pro Cycling     | + 7 min 31 s    |
| 8e | Katrine Aalerud         | Norvège    | Virtu Cycling Women       | + 7 min 31 s    |
| 9e | Jarmila Machačová       | Tchéquie   | Tchéquie                  | + 7 min 31 s    |
| 10e | Arlenis Sierra          | Cuba       | Astana Women's Team       | + 7 min 31 s    |

| \| Classement général \| Classement général \| Classement général \| Classement général \| Classement général \| \| Coureuse \| Coureuse \| Pays \| Équipe \| Temps \| \| ------------------ \| ------------------ \| ------------------ \| ------------------------- \| ------------------ \| \| 1re \| Marianne Vos \| Pays-Bas \| CCC-Liv \| 19 h 55 min 53 s \| \| 2e \| Eider Merino \| Espagne \| Espagne \| + 1 min 57 s \| \| 3e \| Erica Magnaldi \| Italie \| WNT-Rotor Pro Cycling \| + 2 min 08 s \| \| 4e \| Ane Santesteban \| Espagne \| WNT-Rotor Pro Cycling \| + 2 min 16 s \| \| 5e \| Lauren Stephens \| États-Unis \| Tibco-Silicon Valley Bank \| + 2 min 29 s \| \| 6e \| Tatiana Guderzo \| Italie \| Bepink \| + 2 min 37 s \| \| 7e \| Mavi García \| Espagne \| Espagne \| + 2 min 41 s \| \| 8e \| Katrine Aalerud \| Norvège \| Virtu Cycling Women \| + 2 min 47 s \| \| 9e \| Clara Koppenburg \| Allemagne \| WNT-Rotor Pro Cycling \| + 4 min 16 s \| \| 10e \| Sara Poidevin \| Canada \| Rally Cycling \| + 5 min 06 s \| |                  |            |                           |                  |
| |                  |            |                           |                  |
| |                  |            |                           |                  |
| Classement général |                  |            |                           |                  |
| Coureuse | Coureuse         | Pays       | Équipe                    | Temps            |
| 1re | Marianne Vos     | Pays-Bas   | CCC-Liv                   | 19 h 55 min 53 s |
| 2e | Eider Merino     | Espagne    | Espagne                   | + 1 min 57 s     |
| 3e | Erica Magnaldi   | Italie     | WNT-Rotor Pro Cycling     | + 2 min 08 s     |
| 4e | Ane Santesteban  | Espagne    | WNT-Rotor Pro Cycling     | + 2 min 16 s     |
| 5e | Lauren Stephens  | États-Unis | Tibco-Silicon Valley Bank | + 2 min 29 s     |
| 6e | Tatiana Guderzo  | Italie     | Bepink                    | + 2 min 37 s     |
| 7e | Mavi García      | Espagne    | Espagne                   | + 2 min 41 s     |
| 8e | Katrine Aalerud  | Norvège    | Virtu Cycling Women       | + 2 min 47 s     |
| 9e | Clara Koppenburg | Allemagne  | WNT-Rotor Pro Cycling     | + 4 min 16 s     |
| 10e | Sara Poidevin    | Canada     | Rally Cycling             | + 5 min 06 s     |

### 6eétape
Sofia Bertizzolo gagne le premier rush. La montée vers les Ambales provoque une sélection. Mavi Garcia passe au sommet en tête. Dans la descente un groupe de cinq coureuses se forme. Il s'agit de : Ella Harris, Teuntje Beekhuis, Arlenis Sierra, Clara Koppenburg et Marianne Vos. Ces deux dernières sortent ensuite de ce groupe et compte une minute trente d'avance sur leurs poursuivantes dans le col de Montreynaud. Les points pour la meilleure grimpeuse sont pris par la Néerlandaise. Elle en fait de même au col de la Mure. Finalement, elle devance Clara Koppenburg pour la victoire d'étape.
| \| Classement de l'étape \| Classement de l'étape \| Classement de l'étape \| Classement de l'étape \| Classement de l'étape \| \| Coureuse \| Coureuse \| Pays \| Équipe \| Temps \| \| --------------------- \| ----------------------- \| --------------------- \| ------------------------- \| --------------------- \| \| 1re \| Marianne Vos \| Pays-Bas \| CCC-Liv \| 3 h 10 min 38 s \| \| 2e \| Clara Koppenburg \| Allemagne \| WNT-Rotor Pro Cycling \| + 1 s \| \| 3e \| Arlenis Sierra \| Cuba \| Astana Women's Team \| + 3 min 24 s \| \| 4e \| Ane Santesteban \| Espagne \| WNT-Rotor Pro Cycling \| + 4 min 22 s \| \| 5e \| Kristabel Doebel-Hickok \| États-Unis \| Rally Cycling \| + 4 min 22 s \| \| 6e \| Mavi García \| Espagne \| Espagne \| + 4 min 22 s \| \| 7e \| Erica Magnaldi \| Italie \| WNT-Rotor Pro Cycling \| + 4 min 22 s \| \| 8e \| Omer Shapira \| Israël \| Canyon-SRAM Racing \| + 4 min 22 s \| \| 9e \| Lauren Stephens \| États-Unis \| Tibco-Silicon Valley Bank \| + 4 min 22 s \| \| 10e \| Nikola Nosková \| Tchéquie \| Tchéquie \| + 4 min 22 s \| |                         |            |                           |                 |
| |                         |            |                           |                 |
| |                         |            |                           |                 |
| Classement de l'étape |                         |            |                           |                 |
| Coureuse | Coureuse                | Pays       | Équipe                    | Temps           |
| 1re | Marianne Vos            | Pays-Bas   | CCC-Liv                   | 3 h 10 min 38 s |
| 2e | Clara Koppenburg        | Allemagne  | WNT-Rotor Pro Cycling     | + 1 s           |
| 3e | Arlenis Sierra          | Cuba       | Astana Women's Team       | + 3 min 24 s    |
| 4e | Ane Santesteban         | Espagne    | WNT-Rotor Pro Cycling     | + 4 min 22 s    |
| 5e | Kristabel Doebel-Hickok | États-Unis | Rally Cycling             | + 4 min 22 s    |
| 6e | Mavi García             | Espagne    | Espagne                   | + 4 min 22 s    |
| 7e | Erica Magnaldi          | Italie     | WNT-Rotor Pro Cycling     | + 4 min 22 s    |
| 8e | Omer Shapira            | Israël     | Canyon-SRAM Racing        | + 4 min 22 s    |
| 9e | Lauren Stephens         | États-Unis | Tibco-Silicon Valley Bank | + 4 min 22 s    |
| 10e | Nikola Nosková          | Tchéquie   | Tchéquie                  | + 4 min 22 s    |

| \| Classement général \| Classement général \| Classement général \| Classement général \| Classement général \| \| Coureuse \| Coureuse \| Pays \| Équipe \| Temps \| \| ------------------ \| ------------------ \| ------------------ \| ------------------------- \| ------------------ \| \| 1re \| Marianne Vos \| Pays-Bas \| CCC-Liv \| 23 h 06 min 31 s \| \| 2e \| Clara Koppenburg \| Allemagne \| WNT-Rotor Pro Cycling \| + 4 min 19 s \| \| 3e \| Eider Merino \| Espagne \| Espagne \| + 6 min 21 s \| \| 4e \| Erica Magnaldi \| Italie \| WNT-Rotor Pro Cycling \| + 6 min 32 s \| \| 5e \| Ane Santesteban \| Espagne \| WNT-Rotor Pro Cycling \| + 6 min 40 s \| \| 6e \| Lauren Stephens \| États-Unis \| Tibco-Silicon Valley Bank \| + 6 min 53 s \| \| 7e \| Mavi García \| Espagne \| Espagne \| + 7 min 05 s \| \| 8e \| Katrine Aalerud \| Norvège \| Virtu Cycling Women \| + 7 min 11 s \| \| 9e \| Tatiana Guderzo \| Italie \| Bepink \| + 7 min 39 s \| \| 10e \| Sara Poidevin \| Canada \| Rally Cycling \| + 10 min 06 s \| |                  |            |                           |                  |
| |                  |            |                           |                  |
| |                  |            |                           |                  |
| Classement général |                  |            |                           |                  |
| Coureuse | Coureuse         | Pays       | Équipe                    | Temps            |
| 1re | Marianne Vos     | Pays-Bas   | CCC-Liv                   | 23 h 06 min 31 s |
| 2e | Clara Koppenburg | Allemagne  | WNT-Rotor Pro Cycling     | + 4 min 19 s     |
| 3e | Eider Merino     | Espagne    | Espagne                   | + 6 min 21 s     |
| 4e | Erica Magnaldi   | Italie     | WNT-Rotor Pro Cycling     | + 6 min 32 s     |
| 5e | Ane Santesteban  | Espagne    | WNT-Rotor Pro Cycling     | + 6 min 40 s     |
| 6e | Lauren Stephens  | États-Unis | Tibco-Silicon Valley Bank | + 6 min 53 s     |
| 7e | Mavi García      | Espagne    | Espagne                   | + 7 min 05 s     |
| 8e | Katrine Aalerud  | Norvège    | Virtu Cycling Women       | + 7 min 11 s     |
| 9e | Tatiana Guderzo  | Italie     | Bepink                    | + 7 min 39 s     |
| 10e | Sara Poidevin    | Canada     | Rally Cycling             | + 10 min 06 s    |

### 7eétape
Comme la veille, Sofia Bertizzolo gagne le premier rush. Katai Ragusa passe en tête de la première ascension. Dans la deuxième montée, l'équipe d'Espagne imprime un rythme élevé. Evita Muzic y attaque mais elle est rapidement reprise. Mavi Garcia passe en tête au sommet. Marta Bastianelli remporte le rush suivant. À vingt kilomètres de l'arrivée, Nikola Noskova attaque. Elle est suivie par Marianne Vos. La Néerlandaise prend les points du classement de la montagne dans la dernière difficulté avant de lâcher la Tchèque dans la descente. Marianne Vos s'impose donc seule.
| \| Classement de l'étape \| Classement de l'étape \| Classement de l'étape \| Classement de l'étape \| Classement de l'étape \| \| Coureuse \| Coureuse \| Pays \| Équipe \| Temps \| \| --------------------- \| ----------------------- \| --------------------- \| --------------------- \| --------------------- \| \| 1re \| Marianne Vos \| Pays-Bas \| CCC-Liv \| 2 h 40 min 05 s \| \| 2e \| Nikola Nosková \| Tchéquie \| Tchéquie \| + 33 s \| \| 3e \| Arlenis Sierra \| Cuba \| Astana Women's Team \| + 1 min 40 s \| \| 4e \| Marta Bastianelli \| Italie \| Virtu Cycling Women \| + 1 min 40 s \| \| 5e \| Mavi García \| Espagne \| Espagne \| + 1 min 40 s \| \| 6e \| Kristabel Doebel-Hickok \| États-Unis \| Rally Cycling \| + 1 min 40 s \| \| 7e \| Ane Santesteban \| Espagne \| WNT-Rotor Pro Cycling \| + 1 min 41 s \| \| 8e \| Eider Merino \| Espagne \| Espagne \| + 1 min 41 s \| \| 9e \| Erica Magnaldi \| Italie \| WNT-Rotor Pro Cycling \| + 1 min 41 s \| \| 10e \| Jeanne Korevaar \| Pays-Bas \| CCC-Liv \| + 1 min 41 s \| |                         |            |                       |                 |
| |                         |            |                       |                 |
| |                         |            |                       |                 |
| Classement de l'étape |                         |            |                       |                 |
| Coureuse | Coureuse                | Pays       | Équipe                | Temps           |
| 1re | Marianne Vos            | Pays-Bas   | CCC-Liv               | 2 h 40 min 05 s |
| 2e | Nikola Nosková          | Tchéquie   | Tchéquie              | + 33 s          |
| 3e | Arlenis Sierra          | Cuba       | Astana Women's Team   | + 1 min 40 s    |
| 4e | Marta Bastianelli       | Italie     | Virtu Cycling Women   | + 1 min 40 s    |
| 5e | Mavi García             | Espagne    | Espagne               | + 1 min 40 s    |
| 6e | Kristabel Doebel-Hickok | États-Unis | Rally Cycling         | + 1 min 40 s    |
| 7e | Ane Santesteban         | Espagne    | WNT-Rotor Pro Cycling | + 1 min 41 s    |
| 8e | Eider Merino            | Espagne    | Espagne               | + 1 min 41 s    |
| 9e | Erica Magnaldi          | Italie     | WNT-Rotor Pro Cycling | + 1 min 41 s    |
| 10e | Jeanne Korevaar         | Pays-Bas   | CCC-Liv               | + 1 min 41 s    |

## Classements finals

### Classement général final
| \| Classement général \| Classement général \| Classement général \| Classement général \| Classement général \| \| Coureuse \| Coureuse \| Pays \| Équipe \| Temps \| \| ------------------ \| ------------------ \| ------------------ \| ------------------------- \| ------------------ \| \| 1re \| Marianne Vos \| Pays-Bas \| CCC-Liv \| 25 h 46 min 36 s \| \| 2e \| Clara Koppenburg \| Allemagne \| WNT-Rotor Pro Cycling \| + 6 min 07 s \| \| 3e \| Eider Merino \| Espagne \| Movistar Team \| + 8 min 02 s \| \| 4e \| Erica Magnaldi \| Italie \| WNT-Rotor Pro Cycling \| + 8 min 13 s \| \| 5e \| Ane Santesteban \| Espagne \| WNT-Rotor Pro Cycling \| + 8 min 21 s \| \| 6e \| Mavi García \| Espagne \| Movistar Team \| + 8 min 45 s \| \| 7e \| Katrine Aalerud \| Norvège \| Virtu Cycling Women \| + 8 min 52 s \| \| 8e \| Tatiana Guderzo \| Italie \| Bepink \| + 9 min 27 s \| \| 9e \| Lauren Stephens \| États-Unis \| Tibco-Silicon Valley Bank \| + 10 min 05 s \| \| 10e \| Nikola Nosková \| Tchéquie \| Bigla \| + 11 min 23 s \| |                  |            |                           |                  |
| |                  |            |                           |                  |
| |                  |            |                           |                  |
| Classement général |                  |            |                           |                  |
| Coureuse | Coureuse         | Pays       | Équipe                    | Temps            |
| 1re | Marianne Vos     | Pays-Bas   | CCC-Liv                   | 25 h 46 min 36 s |
| 2e | Clara Koppenburg | Allemagne  | WNT-Rotor Pro Cycling     | + 6 min 07 s     |
| 3e | Eider Merino     | Espagne    | Movistar Team             | + 8 min 02 s     |
| 4e | Erica Magnaldi   | Italie     | WNT-Rotor Pro Cycling     | + 8 min 13 s     |
| 5e | Ane Santesteban  | Espagne    | WNT-Rotor Pro Cycling     | + 8 min 21 s     |
| 6e | Mavi García      | Espagne    | Movistar Team             | + 8 min 45 s     |
| 7e | Katrine Aalerud  | Norvège    | Virtu Cycling Women       | + 8 min 52 s     |
| 8e | Tatiana Guderzo  | Italie     | Bepink                    | + 9 min 27 s     |
| 9e | Lauren Stephens  | États-Unis | Tibco-Silicon Valley Bank | + 10 min 05 s    |
| 10e | Nikola Nosková   | Tchéquie   | Bigla                     | + 11 min 23 s    |

### Points UCI
| Position           | 1er | 2e | 3e | 4e | 5e | 6e | 7e | 8e | 9e | 10e | 11e | 12e | 13e à 15e | 16e à 25e |
| Classement général | 125 | 85 | 70 | 60 | 50 | 40 | 35 | 30 | 25 | 20  | 15  | 10  | 5         | 3         |
| Par étape          | 16  | 12 | 8  | 6  | 5  | 4  | 3  | 2  |    |     |     |     |           |           |
| Leader, par étape  | 3   |    |    |    |    |    |    |    |    |     |     |     |           |           |

### Classements annexes
| Classement par points | Classement par points   | Classement par points | Classement par points     | Classement par points |
| Coureuse              | Coureuse                | Pays                  | Équipe                    | Points                |
| --------------------- | ----------------------- | --------------------- | ------------------------- | --------------------- |
| 1re                   | Marianne Vos            | Pays-Bas              | CCC-Liv                   | 89 pts                |
| 2e                    | Ane Santesteban         | Espagne               | WNT-Rotor Pro Cycling     | 38 pts                |
| 3e                    | Mavi García             | Espagne               | Movistar Team             | 36 pts                |
| 4e                    | Lauren Stephens         | États-Unis            | Tibco-Silicon Valley Bank | 30 pts                |
| 5e                    | Erica Magnaldi          | Italie                | WNT-Rotor Pro Cycling     | 26 pts                |
| 6e                    | Marta Bastianelli       | Italie                | Virtu Cycling Women       | 22 pts                |
| 7e                    | Nikola Nosková          | Tchéquie              | Bigla                     | 20 pts                |
| 8e                    | Eider Merino            | Espagne               | Movistar Team             | 17 pts                |
| 9e                    | Arlenis Sierra          | Cuba                  | Astana Women's Team       | 17 pts                |
| 10e                   | Kristabel Doebel-Hickok | États-Unis            | Rally Cycling             | 16 pts                |

| Classement par points | Classement par points   | Classement par points | Classement par points     | Classement par points |
| Coureuse              | Coureuse                | Pays                  | Équipe                    | Points                |
| --------------------- | ----------------------- | --------------------- | ------------------------- | --------------------- |
| 1re                   | Marianne Vos            | Pays-Bas              | CCC-Liv                   | 89 pts                |
| 2e                    | Ane Santesteban         | Espagne               | WNT-Rotor Pro Cycling     | 38 pts                |
| 3e                    | Mavi García             | Espagne               | Movistar Team             | 36 pts                |
| 4e                    | Lauren Stephens         | États-Unis            | Tibco-Silicon Valley Bank | 30 pts                |
| 5e                    | Erica Magnaldi          | Italie                | WNT-Rotor Pro Cycling     | 26 pts                |
| 6e                    | Marta Bastianelli       | Italie                | Virtu Cycling Women       | 22 pts                |
| 7e                    | Nikola Nosková          | Tchéquie              | Bigla                     | 20 pts                |
| 8e                    | Eider Merino            | Espagne               | Movistar Team             | 17 pts                |
| 9e                    | Arlenis Sierra          | Cuba                  | Astana Women's Team       | 17 pts                |
| 10e                   | Kristabel Doebel-Hickok | États-Unis            | Rally Cycling             | 16 pts                |

| Classement de la montagne | Classement de la montagne | Classement de la montagne | Classement de la montagne | Classement de la montagne |
| Coureuse                  | Coureuse                  | Pays                      | Équipe                    | Points                    |
| ------------------------- | ------------------------- | ------------------------- | ------------------------- | ------------------------- |
| 1re                       | Mavi García               | Espagne                   | Movistar Team             | 67 pts                    |
| 2e                        | Marianne Vos              | Pays-Bas                  | CCC-Liv                   | 60 pts                    |
| 3e                        | Katia Ragusa              | Italie                    | Bepink                    | 41 pts                    |
| 4e                        | Clara Koppenburg          | Allemagne                 | WNT-Rotor Pro Cycling     | 31 pts                    |
| 5e                        | Olha Kulynych             | Ukraine                   | Torelli-Assure            | 30 pts                    |
| 6e                        | Nikola Nosková            | Tchéquie                  | Bigla                     | 19 pts                    |
| 7e                        | Omer Shapira              | Israël                    | Canyon-SRAM Racing        | 16 pts                    |
| 8e                        | Jeanne Korevaar           | Pays-Bas                  | CCC-Liv                   | 16 pts                    |
| 9e                        | Marta Bastianelli         | Italie                    | Virtu Cycling Women       | 14 pts                    |
| 10e                       | Erica Magnaldi            | Italie                    | WNT-Rotor Pro Cycling     | 13 pts                    |

| Classement de la montagne | Classement de la montagne | Classement de la montagne | Classement de la montagne | Classement de la montagne |
| Coureuse                  | Coureuse                  | Pays                      | Équipe                    | Points                    |
| ------------------------- | ------------------------- | ------------------------- | ------------------------- | ------------------------- |
| 1re                       | Mavi García               | Espagne                   | Movistar Team             | 67 pts                    |
| 2e                        | Marianne Vos              | Pays-Bas                  | CCC-Liv                   | 60 pts                    |
| 3e                        | Katia Ragusa              | Italie                    | Bepink                    | 41 pts                    |
| 4e                        | Clara Koppenburg          | Allemagne                 | WNT-Rotor Pro Cycling     | 31 pts                    |
| 5e                        | Olha Kulynych             | Ukraine                   | Torelli-Assure            | 30 pts                    |
| 6e                        | Nikola Nosková            | Tchéquie                  | Bigla                     | 19 pts                    |
| 7e                        | Omer Shapira              | Israël                    | Canyon-SRAM Racing        | 16 pts                    |
| 8e                        | Jeanne Korevaar           | Pays-Bas                  | CCC-Liv                   | 16 pts                    |
| 9e                        | Marta Bastianelli         | Italie                    | Virtu Cycling Women       | 14 pts                    |
| 10e                       | Erica Magnaldi            | Italie                    | WNT-Rotor Pro Cycling     | 13 pts                    |

| Classement du meilleur jeune | Classement du meilleur jeune | Classement du meilleur jeune | Classement du meilleur jeune       | Classement du meilleur jeune |
| Coureuse                     | Coureuse                     | Pays                         | Équipe                             | Temps                        |
| ---------------------------- | ---------------------------- | ---------------------------- | ---------------------------------- | ---------------------------- |
| 1re                          | Évita Muzic                  | France                       | FDJ-Nouvelle Aquitaine-Futuroscope | 2 h 43 min 17 s              |
| 2e                           | Marketa Hajkova              | Tchéquie                     | Servetto-Piumate-Beltrami TSA      | + 1 min 37 s                 |
| 3e                           | Olha Kulynych                | Ukraine                      | Torelli-Assure                     | + 4 min 00 s                 |
| 4e                           | Anabel Yapura                | Argentine                    | Centre mondial du cyclisme         | + 5 min 40 s                 |
| 5e                           | Jade Wiel                    | France                       | FDJ-Nouvelle Aquitaine-Futuroscope | + 5 min 52 s                 |
| 6e                           | Anastasiya Kolesava          | Biélorussie                  | Centre mondial du cyclisme         | + 5 min 52 s                 |
| 7e                           | Hanna Tserakh                | Biélorussie                  | Minsk Cycling Club                 | + 11 min 41 s                |
| 8e                           | Viktoriia Melnychuk          | Ukraine                      |                                    | + 11 min 41 s                |
| 9e                           | Quinty Ton                   | Pays-Bas                     | Biehler Pro Cycling                | + 11 min 41 s                |
| 10e                          | Henrietta Colborne           | Royaume-Uni                  | Biehler Pro Cycling                | + 12 min 04 s                |

| Classement du meilleur jeune | Classement du meilleur jeune | Classement du meilleur jeune | Classement du meilleur jeune       | Classement du meilleur jeune |
| Coureuse                     | Coureuse                     | Pays                         | Équipe                             | Temps                        |
| ---------------------------- | ---------------------------- | ---------------------------- | ---------------------------------- | ---------------------------- |
| 1re                          | Évita Muzic                  | France                       | FDJ-Nouvelle Aquitaine-Futuroscope | 2 h 43 min 17 s              |
| 2e                           | Marketa Hajkova              | Tchéquie                     | Servetto-Piumate-Beltrami TSA      | + 1 min 37 s                 |
| 3e                           | Olha Kulynych                | Ukraine                      | Torelli-Assure                     | + 4 min 00 s                 |
| 4e                           | Anabel Yapura                | Argentine                    | Centre mondial du cyclisme         | + 5 min 40 s                 |
| 5e                           | Jade Wiel                    | France                       | FDJ-Nouvelle Aquitaine-Futuroscope | + 5 min 52 s                 |
| 6e                           | Anastasiya Kolesava          | Biélorussie                  | Centre mondial du cyclisme         | + 5 min 52 s                 |
| 7e                           | Hanna Tserakh                | Biélorussie                  | Minsk Cycling Club                 | + 11 min 41 s                |
| 8e                           | Viktoriia Melnychuk          | Ukraine                      |                                    | + 11 min 41 s                |
| 9e                           | Quinty Ton                   | Pays-Bas                     | Biehler Pro Cycling                | + 11 min 41 s                |
| 10e                          | Henrietta Colborne           | Royaume-Uni                  | Biehler Pro Cycling                | + 12 min 04 s                |

| Classement des sprints | Classement des sprints | Classement des sprints | Classement des sprints | Classement des sprints |
| Coureuse               | Coureuse               | Pays                   | Équipe                 | Points                 |
| ---------------------- | ---------------------- | ---------------------- | ---------------------- | ---------------------- |
| 1re                    | Marta Bastianelli      | Italie                 | Virtu Cycling Women    | 39 pts                 |
| 2e                     | Sofia Bertizzolo       | Italie                 | Virtu Cycling Women    | 26 pts                 |
| 3e                     | Tatiana Guderzo        | Italie                 | Bepink                 | 19 pts                 |
| 4e                     | Marianne Vos           | Pays-Bas               | CCC-Liv                | 16 pts                 |
| 5e                     | Anouska Koster         | Pays-Bas               | Virtu Cycling Women    | 13 pts                 |

| Classement des sprints | Classement des sprints | Classement des sprints | Classement des sprints | Classement des sprints |
| Coureuse               | Coureuse               | Pays                   | Équipe                 | Points                 |
| ---------------------- | ---------------------- | ---------------------- | ---------------------- | ---------------------- |
| 1re                    | Marta Bastianelli      | Italie                 | Virtu Cycling Women    | 39 pts                 |
| 2e                     | Sofia Bertizzolo       | Italie                 | Virtu Cycling Women    | 26 pts                 |
| 3e                     | Tatiana Guderzo        | Italie                 | Bepink                 | 19 pts                 |
| 4e                     | Marianne Vos           | Pays-Bas               | CCC-Liv                | 16 pts                 |
| 5e                     | Anouska Koster         | Pays-Bas               | Virtu Cycling Women    | 13 pts                 |

| Classement par équipes | Classement par équipes | Classement par équipes | Classement par équipes |
| Équipe                 | Équipe                 | Pays                   | Temps                  |
| ---------------------- | ---------------------- | ---------------------- | ---------------------- |
| 1re                    | WNT-Rotor Pro Cycling  | Allemagne              | 77 h 42 min 23 s       |
| 2e                     | Virtu Cycling Women    | Danemark               | + 10 min 16 s          |
| 3e                     | Espagne                | Espagne                | + 52 min 58 s          |

| Classement par équipes | Classement par équipes | Classement par équipes | Classement par équipes |
| Équipe                 | Équipe                 | Pays                   | Temps                  |
| ---------------------- | ---------------------- | ---------------------- | ---------------------- |
| 1re                    | WNT-Rotor Pro Cycling  | Allemagne              | 77 h 42 min 23 s       |
| 2e                     | Virtu Cycling Women    | Danemark               | + 10 min 16 s          |
| 3e                     | Espagne                | Espagne                | + 52 min 58 s          |

## Évolution des classements
| Étape              |                    | Vainqueur _       | Classement général | Classement par points | Meilleure grimpeuse | Meilleure sprinteuse | Meilleure jeune | Meilleure au combiné | Meilleure équipe _    |
| ------------------ | ------------------ | ----------------- | ------------------ | --------------------- | ------------------- | -------------------- | --------------- | -------------------- | --------------------- |
| 1re étape          | étape vallonnée    | Marianne Vos      | Marianne Vos       | Marianne Vos          | Mavi García         | Marta Bastianelli    | Évita Muzic     | Mavi García          | non attribué          |
| 2e étape           | étape de montagne  | Marianne Vos      | Marianne Vos       | Marianne Vos          | Mavi García         | Marta Bastianelli    | Évita Muzic     | Tatiana Guderzo      | non attribué          |
| 3e étape           | étape de plaine    | Marianne Vos      | Marianne Vos       | Marianne Vos          | Mavi García         | Marta Bastianelli    | Évita Muzic     | Sara Poidevin        | WNT-Rotor Pro Cycling |
| 4e étape           | étape de plaine    | Anouska Koster    | Marianne Vos       | Marianne Vos          | Katia Ragusa        | Marta Bastianelli    | Évita Muzic     | Sara Poidevin        | WNT-Rotor Pro Cycling |
| 5e étape           | étape vallonnée    | Marta Bastianelli | Marianne Vos       | Marianne Vos          | Mavi García         | Marta Bastianelli    | Évita Muzic     | Marianne Vos         | non attribué          |
| 6e étape           | étape vallonnée    | Marianne Vos      | Marianne Vos       | Marianne Vos          | Mavi García         | Marta Bastianelli    | Évita Muzic     | Marianne Vos         | WNT-Rotor Pro Cycling |
| 7e étape           | étape vallonnée    | Marianne Vos      | Marianne Vos       | Marianne Vos          | Mavi García         | Marta Bastianelli    | Évita Muzic     | Marianne Vos         | WNT-Rotor Pro Cycling |
| Classements finals | Classements finals |                   | Marianne Vos       | Marianne Vos          | Mavi García         | Marta Bastianelli    | Évita Muzic     | Marianne Vos         | WNT-Rotor Pro Cycling |

## Liste des participantes
| Légende                                | Légende                                                                                              | Légende                          | Légende |
| -------------------------------------- | --- | -------------------------------- | --- |
| Num                                    | Dossard de départ porté par la coureuse sur ce Tour cycliste féminin international de l'Ardèche      | Pos                              | Position finale au classement général                                                                           |
| Leader du classement général           | Indique la vainqueur du classement général                                                           | Leader du classement par points  | Indique la vainqueur du classement par points                                                                   |
| Leader du classement de la montagne    | Indique la vainqueur du classement de la montagne                                                    | Leader du classement des sprints | Indique la vainqueur du classement des sprints                                                                  |
| Leader du classement du meilleur jeune | Indique la vainqueur du classement de la meilleure jeune                                             |                                  | Indique un maillot de champion national ou mondial, suivi de sa spécialité                                      |
| #                                      | Indique la meilleure équipe                                                                          | NP                               | Indique une coureuse qui n'a pas pris le départ d'une étape, suivi du numéro de l'étape où elle s'est retirée   |
| AB                                     | Indique une coureuse qui n'a pas terminé une étape, suivi du numéro de l'étape où elle s'est retirée | HD                               | Indique un coureuse qui a terminé une étape hors des délais, suivi du numéro de l'étape                         |
| DSQ                                    | Indique un coureur qui a été disqualifié de la course, suivi du numéro de l'étape                    | *                                | Indique un coureuse en lice pour le classement de la meilleure jeune (coureuses nées après le 1er janvier 1997) |

| Ukraine UKR | Ukraine UKR         | Ukraine UKR |
| ----------- | ------------------- | ----------- |
| Num         | Coureuse            | Pos         |
| 1           | Tetyana Riabchenko  | AB-2        |
| 2           | Olha Kulynych       | 26e         |
| 3           | Viktoriia Melnychuk | 70e         |
| 4           | Maryna Ivaniuk      | 53e         |
| 5           | Olena Sharga        | AB-3        |
| 6           | Valeriya Kononenko  | AB-3        |

| Espagne ESP | Espagne ESP            | Espagne ESP |
| ----------- | ---------------------- | ----------- |
| Num         | Coureuse               | Pos         |
| 11          | Mavi García            | 6e          |
| 12          | Cristina Martínez      | 38e         |
| 13          | Alba Teruel            | 56e         |
| 14          | Eider Merino           | 3e          |
| 15          | Enara López Gallastegi | 42e         |

| Afrique du Sud RSA | Afrique du Sud RSA   | Afrique du Sud RSA |
| ------------------ | -------------------- | ------------------ |
| Num                | Coureuse             | Pos                |
| 21                 | Joanna van de Winkel | 32e                |
| 22                 | Tiffany Keep         | AB-4               |
| 23                 | Nicola Biani         | AB-1               |
| 24                 | Maroesjka Matthee    | AB-3               |

| Lituanie LTU | Lituanie LTU        | Lituanie LTU |
| ------------ | ------------------- | ------------ |
| Num          | Coureuse            | Pos          |
| 32           | Ilana Martinkenaite | AB-2         |
| 34           | Paulina Patinskaitė | AB-3         |
| 35           | Dovile Jonikaitė    | AB-3         |
| 36           | Gabija Rukaite      | AB-2         |

| Autriche AUT | Autriche AUT          | Autriche AUT |
| ------------ | --------------------- | ------------ |
| Num          | Coureuse              | Pos          |
| 41           | Sylvia Gehnböck       | 45e          |
| 42           | Hannah Gruber-Stadler | 80e          |
| 44           | Katharina Machner     | 72e          |
| 46           | Angelika Tazreiter    | 22e          |

| Colombie COL | Colombie COL            | Colombie COL |
| ------------ | ----------------------- | ------------ |
| Num          | Coureuse                | Pos          |
| 51           | Mary Cardenas           | 60e          |
| 52           | Shirley Castro          | AB-1         |
| 53           | Paula Carrasco          | AB-5         |
| 54           | Lady Sepulveda          | 64e          |
| 55           | Jennifer Ducuara        | 61e          |
| 56           | Denisse Ahumada (route) | 48e          |

| Tchéquie CZE | Tchéquie CZE             | Tchéquie CZE |
| ------------ | ------------------------ | ------------ |
| Num          | Coureuse                 | Pos          |
| 61           | Jarmila Machačová        | 18e          |
| 62           | Tereza Neumanová (route) | 51e          |
| 63           | Nikola Nosková           | 10e          |
| 64           | Petra Ševčíková          | 77e          |
| 65           | Tereza Korvasova         | 59e          |
| 66           | Nikola Bajgerová         | 67e          |

| FDJ-Nouvelle Aquitaine-Futuroscope FDJ | FDJ-Nouvelle Aquitaine-Futuroscope FDJ | FDJ-Nouvelle Aquitaine-Futuroscope FDJ |
| -------------------------------------- | -------------------------------------- | -------------------------------------- |
| Num                                    | Coureuse                               | Pos                                    |
| 71                                     | Charlotte Bravard (FRA)                | 39e                                    |
| 72                                     | Shara Marche (AUS)                     | 23e                                    |
| 73                                     | Victorie Guilman (FRA)                 | 33e                                    |
| 74                                     | Évita Muzic (FRA)                      | 13e                                    |
| 76                                     | Jade Wiel (FRA) (route)                | 50e                                    |

| Bepink BPK | Bepink BPK             | Bepink BPK |
| ---------- | ---------------------- | ---------- |
| Num        | Coureuse               | Pos        |
| 81         | Tatiana Guderzo (ITA)  | 8e         |
| 82         | Silvia Valsecchi (ITA) | 46e        |
| 83         | Melissa van Neck (CZE) | 63e        |
| 84         | Vania Canvelli (ITA)   | 30e        |
| 85         | Katia Ragusa (ITA)     | 29e        |
| 86         | Chiara Perini (ITA)    | 52e        |

| Canyon-SRAM Racing CSR | Canyon-SRAM Racing CSR     | Canyon-SRAM Racing CSR |
| ---------------------- | -------------------------- | ---------------------- |
| Num                    | Coureuse                   | Pos                    |
| 91                     | Elena Cecchini (ITA)       | NP-7                   |
| 92                     | Tiffany Cromwell (AUS)     | NP-6                   |
| 95                     | Ella Harris (NZL)          | NP-7                   |
| 96                     | Omer Shapira (ISR) (route) | 12e                    |

| Centre mondial du cyclisme WCC | Centre mondial du cyclisme WCC | Centre mondial du cyclisme WCC |
| ------------------------------ | ------------------------------ | ------------------------------ |
| Num                            | Coureuse                       | Pos                            |
| 101                            | Agua Marina Espínola (PAR)     | 58e                            |
| 102                            | Eyeru Tesfoam Gebru (ETH)      | 34e                            |
| 104                            | Anastasiya Kolesava (BLR)      | 31e                            |
| 105                            | Anabel Yapura (ARG)            | 43e                            |
| 106                            | Teniel Campbell (TTO)          | NP-4                           |

| Astana Women's Team ASA | Astana Women's Team ASA      | Astana Women's Team ASA |
| ----------------------- | ---------------------------- | ----------------------- |
| Num                     | Coureuse                     | Pos                     |
| 111                     | Liliana Moreno (COL) (route) | 17e                     |
| 112                     | Jeidy Pradera (CUB)          | AB-1                    |
| 114                     | Olga Shekel (UKR) (route)    | AB-6                    |
| 115                     | Arlenis Sierra (CUB) (route) | 24e                     |
| 116                     | Makhabbat Umutzhanova (KAZ)  | 54e                     |

| BTC City Ljubljana BTC | BTC City Ljubljana BTC | BTC City Ljubljana BTC |
| ---------------------- | ---------------------- | ---------------------- |
| Num                    | Coureuse               | Pos                    |
| 121                    | Hanna Nilsson (SWE)    | 27e                    |
| 122                    | Urška Žigart (SLO)     | 14e                    |
| 123                    | Urška Bravec (SLO)     | AB-5                   |
| 124                    | Špela Kern (SLO)       | NP-6                   |

| Tibco-Silicon Valley Bank TIB | Tibco-Silicon Valley Bank TIB | Tibco-Silicon Valley Bank TIB |
| ----------------------------- | ----------------------------- | ----------------------------- |
| Num                           | Coureuse                      | Pos                           |
| 131                           | Leah Dixon (GBR)              | 69e                           |
| 132                           | Sharlotte Lucas (NZL) (route) | AB-2                          |
| 134                           | Lauren Stephens (USA)         | 9e                            |
| 136                           | Emily Newsom (USA)            | AB-3                          |

| Servetto-Piumate-Beltrami TSA SER | Servetto-Piumate-Beltrami TSA SER | Servetto-Piumate-Beltrami TSA SER |
| --------------------------------- | --------------------------------- | --------------------------------- |
| Num                               | Coureuse                          | Pos                               |
| 141                               | Kseniya Dobrynina (RUS)           | 65e                               |
| 142                               | Marketa Hajkova (CZE)             | 35e                               |
| 144                               | Anna Potokina (RUS)               | AB-5                              |
| 145                               | Yevheniya Vysotska (UKR)          | 16e                               |

| SWABO Women Development Team ___ | SWABO Women Development Team ___ | SWABO Women Development Team ___ |
| -------------------------------- | -------------------------------- | -------------------------------- |
| Num                              | Coureuse                         | Pos                              |
| 151                              | Tessa Neefjes (NED)              | 79e                              |
| 152                              | Laura van Regenmortel (NED)      | 71e                              |
| 154                              | Marise Lagendijk (NED)           | AB-5                             |
| 155                              | Inez Beijer (NED)                | 73e                              |
| 156                              | Hanneke de Goeje (NED)           | NP-6                             |

| CCC-Liv CCC | CCC-Liv CCC                    | CCC-Liv CCC |
| ----------- | ------------------------------ | ----------- |
| Num         | Coureuse                       | Pos         |
| 161         | Pauliena Rooijakkers (NED)     | AB-2        |
| 162         | Marianne Vos (NED)             | 1re         |
| 163         | Valerie Demey (BEL)            | NP-3        |
| 164         | Jeanne Korevaar (NED)          | 19e         |
| 165         | Agnieszka Skalniak-Sójka (POL) | AB-2        |

| WNT-Rotor Pro Cycling WNT | WNT-Rotor Pro Cycling WNT     | WNT-Rotor Pro Cycling WNT |
| ------------------------- | ----------------------------- | ------------------------- |
| Num                       | Coureuse                      | Pos                       |
| 171                       | Laura Asencio (FRA)           | AB-7                      |
| 172                       | Erica Magnaldi (ITA)          | 4e                        |
| 173                       | Kathrin Hammes (GER)          | NP-4                      |
| 174                       | Clara Koppenburg (GER)        | 2e                        |
| 175                       | Ane Santesteban (ESP)         | 5e                        |
| 176                       | Gabrielle Pilote Fortin (CAN) | AB-7                      |

| Rally Cycling RLW | Rally Cycling RLW             | Rally Cycling RLW |
| ----------------- | ----------------------------- | ----------------- |
| Num               | Coureuse                      | Pos               |
| 181               | Sara Poidevin (CAN)           | 11e               |
| 182               | Kristabel Doebel-Hickok (USA) | 21e               |
| 183               | Heidi Franz (USA)             | 49e               |
| 185               | Summer Moak (USA)             | AB-2              |

| Minsk Cycling Club MCC | Minsk Cycling Club MCC     | Minsk Cycling Club MCC |
| ---------------------- | -------------------------- | ---------------------- |
| Num                    | Coureuse                   | Pos                    |
| 191                    | Nastassia Kiptsikava (BLR) | 74e                    |
| 192                    | Taisa Naskovich (BLR)      | AB-6                   |
| 193                    | Darya Dziakola (BLR)       | 62e                    |
| 195                    | Hanna Tserakh (BLR)        | 41e                    |
| 196                    | Alina Abramenka (BLR)      | AB-4                   |

| Team Illuminate ILU | Team Illuminate ILU      | Team Illuminate ILU |
| ------------------- | ------------------------ | ------------------- |
| Num                 | Coureuse                 | Pos                 |
| 201                 | Alexandra Millard (USA)  | AB-3                |
| 202                 | Tatiana Dueñas (COL)     | 68e                 |
| 203                 | Shoko Kashiki (JPN)      | 57e                 |
| 204                 | Jessenia Meneses (COL)   | 37e                 |
| 205                 | Daphnee Karagianis (USA) | AB-2                |
| 206                 | Kulacha Chairin (THA)    | 76e                 |

| Virtu Cycling Women TVC | Virtu Cycling Women TVC         | Virtu Cycling Women TVC |
| ----------------------- | ------------------------------- | ----------------------- |
| Num                     | Coureuse                        | Pos                     |
| 221                     | Marta Bastianelli (ITA) (route) | 20e                     |
| 222                     | Anouska Koster (NED)            | 36e                     |
| 223                     | Katrine Aalerud (NOR)           | 7e                      |
| 224                     | Sofia Bertizzolo (ITA)          | 44e                     |
| 225                     | Rachel Neylan (AUS)             | 15e                     |
| 226                     | Birgitte Andersen               | 28e                     |

| Health Mate-Ladies Team HMT | Health Mate-Ladies Team HMT   | Health Mate-Ladies Team HMT |
| --------------------------- | ----------------------------- | --------------------------- |
| Num                         | Coureuse                      | Pos                         |
| 231                         | Christina Schweinberger (AUT) | 40e                         |
| 232                         | Lara Defour (BEL)             | 78e                         |
| 233                         | Suzanne Verhoeven (BEL)       | NP-3                        |
| 234                         | Kylie Waterreus (NED)         | DQ-5                        |
| 235                         | Senna Feron (NED)             | 55e                         |
| 236                         | Amber Aernouts (NED)          | 75e                         |

| Biehler Pro Cycling BPC | Biehler Pro Cycling BPC  | Biehler Pro Cycling BPC |
| ----------------------- | ------------------------ | ----------------------- |
| Num                     | Coureuse                 | Pos                     |
| 241                     | Marissa Baks (NED)       | AB-3                    |
| 243                     | Roos Hoogeboom (NED)     | AB-4                    |
| 244                     | Quinty Ton (NED)         | 66e                     |
| 245                     | Henrietta Colborne (GBR) | 47e                     |
| 246                     | Teuntje Beekhuis (NED)   | 25e                     |

| Crédit mutuel ___ | Crédit mutuel ___            | Crédit mutuel ___ |
| ----------------- | ---------------------------- | ----------------- |
| Num               | Coureuse                     | Pos               |
| 251               | Marie-Soleil Blais (CAN)     | AB-5              |
| 252               | Marine Thiebault (FRA)       | 81e               |
| 253               | Laure Anne Ferrent (FRA)     | AB-3              |
| 254               | Anne Frédérique Muller (FRA) | AB-2              |
| 255               | Patricia Baubet (FRA)        | AB-2              |
| 256               | Sara Touche (FRA)            | AB-3              |

| Ukraine UKR | Ukraine UKR         | Ukraine UKR |
| ----------- | ------------------- | ----------- |
| Num         | Coureuse            | Pos         |
| 1           | Tetyana Riabchenko  | AB-2        |
| 2           | Olha Kulynych       | 26e         |
| 3           | Viktoriia Melnychuk | 70e         |
| 4           | Maryna Ivaniuk      | 53e         |
| 5           | Olena Sharga        | AB-3        |
| 6           | Valeriya Kononenko  | AB-3        |

| Espagne ESP | Espagne ESP            | Espagne ESP |
| ----------- | ---------------------- | ----------- |
| Num         | Coureuse               | Pos         |
| 11          | Mavi García            | 6e          |
| 12          | Cristina Martínez      | 38e         |
| 13          | Alba Teruel            | 56e         |
| 14          | Eider Merino           | 3e          |
| 15          | Enara López Gallastegi | 42e         |

| Afrique du Sud RSA | Afrique du Sud RSA   | Afrique du Sud RSA |
| ------------------ | -------------------- | ------------------ |
| Num                | Coureuse             | Pos                |
| 21                 | Joanna van de Winkel | 32e                |
| 22                 | Tiffany Keep         | AB-4               |
| 23                 | Nicola Biani         | AB-1               |
| 24                 | Maroesjka Matthee    | AB-3               |

| Lituanie LTU | Lituanie LTU        | Lituanie LTU |
| ------------ | ------------------- | ------------ |
| Num          | Coureuse            | Pos          |
| 32           | Ilana Martinkenaite | AB-2         |
| 34           | Paulina Patinskaitė | AB-3         |
| 35           | Dovile Jonikaitė    | AB-3         |
| 36           | Gabija Rukaite      | AB-2         |

| Autriche AUT | Autriche AUT          | Autriche AUT |
| ------------ | --------------------- | ------------ |
| Num          | Coureuse              | Pos          |
| 41           | Sylvia Gehnböck       | 45e          |
| 42           | Hannah Gruber-Stadler | 80e          |
| 44           | Katharina Machner     | 72e          |
| 46           | Angelika Tazreiter    | 22e          |

| Colombie COL | Colombie COL            | Colombie COL |
| ------------ | ----------------------- | ------------ |
| Num          | Coureuse                | Pos          |
| 51           | Mary Cardenas           | 60e          |
| 52           | Shirley Castro          | AB-1         |
| 53           | Paula Carrasco          | AB-5         |
| 54           | Lady Sepulveda          | 64e          |
| 55           | Jennifer Ducuara        | 61e          |
| 56           | Denisse Ahumada (route) | 48e          |

| Tchéquie CZE | Tchéquie CZE             | Tchéquie CZE |
| ------------ | ------------------------ | ------------ |
| Num          | Coureuse                 | Pos          |
| 61           | Jarmila Machačová        | 18e          |
| 62           | Tereza Neumanová (route) | 51e          |
| 63           | Nikola Nosková           | 10e          |
| 64           | Petra Ševčíková          | 77e          |
| 65           | Tereza Korvasova         | 59e          |
| 66           | Nikola Bajgerová         | 67e          |

| FDJ-Nouvelle Aquitaine-Futuroscope FDJ | FDJ-Nouvelle Aquitaine-Futuroscope FDJ | FDJ-Nouvelle Aquitaine-Futuroscope FDJ |
| -------------------------------------- | -------------------------------------- | -------------------------------------- |
| Num                                    | Coureuse                               | Pos                                    |
| 71                                     | Charlotte Bravard (FRA)                | 39e                                    |
| 72                                     | Shara Marche (AUS)                     | 23e                                    |
| 73                                     | Victorie Guilman (FRA)                 | 33e                                    |
| 74                                     | Évita Muzic (FRA)                      | 13e                                    |
| 76                                     | Jade Wiel (FRA) (route)                | 50e                                    |

| Bepink BPK | Bepink BPK             | Bepink BPK |
| ---------- | ---------------------- | ---------- |
| Num        | Coureuse               | Pos        |
| 81         | Tatiana Guderzo (ITA)  | 8e         |
| 82         | Silvia Valsecchi (ITA) | 46e        |
| 83         | Melissa van Neck (CZE) | 63e        |
| 84         | Vania Canvelli (ITA)   | 30e        |
| 85         | Katia Ragusa (ITA)     | 29e        |
| 86         | Chiara Perini (ITA)    | 52e        |

| Canyon-SRAM Racing CSR | Canyon-SRAM Racing CSR     | Canyon-SRAM Racing CSR |
| ---------------------- | -------------------------- | ---------------------- |
| Num                    | Coureuse                   | Pos                    |
| 91                     | Elena Cecchini (ITA)       | NP-7                   |
| 92                     | Tiffany Cromwell (AUS)     | NP-6                   |
| 95                     | Ella Harris (NZL)          | NP-7                   |
| 96                     | Omer Shapira (ISR) (route) | 12e                    |

| Centre mondial du cyclisme WCC | Centre mondial du cyclisme WCC | Centre mondial du cyclisme WCC |
| ------------------------------ | ------------------------------ | ------------------------------ |
| Num                            | Coureuse                       | Pos                            |
| 101                            | Agua Marina Espínola (PAR)     | 58e                            |
| 102                            | Eyeru Tesfoam Gebru (ETH)      | 34e                            |
| 104                            | Anastasiya Kolesava (BLR)      | 31e                            |
| 105                            | Anabel Yapura (ARG)            | 43e                            |
| 106                            | Teniel Campbell (TTO)          | NP-4                           |

| Astana Women's Team ASA | Astana Women's Team ASA      | Astana Women's Team ASA |
| ----------------------- | ---------------------------- | ----------------------- |
| Num                     | Coureuse                     | Pos                     |
| 111                     | Liliana Moreno (COL) (route) | 17e                     |
| 112                     | Jeidy Pradera (CUB)          | AB-1                    |
| 114                     | Olga Shekel (UKR) (route)    | AB-6                    |
| 115                     | Arlenis Sierra (CUB) (route) | 24e                     |
| 116                     | Makhabbat Umutzhanova (KAZ)  | 54e                     |

| BTC City Ljubljana BTC | BTC City Ljubljana BTC | BTC City Ljubljana BTC |
| ---------------------- | ---------------------- | ---------------------- |
| Num                    | Coureuse               | Pos                    |
| 121                    | Hanna Nilsson (SWE)    | 27e                    |
| 122                    | Urška Žigart (SLO)     | 14e                    |
| 123                    | Urška Bravec (SLO)     | AB-5                   |
| 124                    | Špela Kern (SLO)       | NP-6                   |

| Tibco-Silicon Valley Bank TIB | Tibco-Silicon Valley Bank TIB | Tibco-Silicon Valley Bank TIB |
| ----------------------------- | ----------------------------- | ----------------------------- |
| Num                           | Coureuse                      | Pos                           |
| 131                           | Leah Dixon (GBR)              | 69e                           |
| 132                           | Sharlotte Lucas (NZL) (route) | AB-2                          |
| 134                           | Lauren Stephens (USA)         | 9e                            |
| 136                           | Emily Newsom (USA)            | AB-3                          |

| Servetto-Piumate-Beltrami TSA SER | Servetto-Piumate-Beltrami TSA SER | Servetto-Piumate-Beltrami TSA SER |
| --------------------------------- | --------------------------------- | --------------------------------- |
| Num                               | Coureuse                          | Pos                               |
| 141                               | Kseniya Dobrynina (RUS)           | 65e                               |
| 142                               | Marketa Hajkova (CZE)             | 35e                               |
| 144                               | Anna Potokina (RUS)               | AB-5                              |
| 145                               | Yevheniya Vysotska (UKR)          | 16e                               |

| SWABO Women Development Team ___ | SWABO Women Development Team ___ | SWABO Women Development Team ___ |
| -------------------------------- | -------------------------------- | -------------------------------- |
| Num                              | Coureuse                         | Pos                              |
| 151                              | Tessa Neefjes (NED)              | 79e                              |
| 152                              | Laura van Regenmortel (NED)      | 71e                              |
| 154                              | Marise Lagendijk (NED)           | AB-5                             |
| 155                              | Inez Beijer (NED)                | 73e                              |
| 156                              | Hanneke de Goeje (NED)           | NP-6                             |

| CCC-Liv CCC | CCC-Liv CCC                    | CCC-Liv CCC |
| ----------- | ------------------------------ | ----------- |
| Num         | Coureuse                       | Pos         |
| 161         | Pauliena Rooijakkers (NED)     | AB-2        |
| 162         | Marianne Vos (NED)             | 1re         |
| 163         | Valerie Demey (BEL)            | NP-3        |
| 164         | Jeanne Korevaar (NED)          | 19e         |
| 165         | Agnieszka Skalniak-Sójka (POL) | AB-2        |

| WNT-Rotor Pro Cycling WNT | WNT-Rotor Pro Cycling WNT     | WNT-Rotor Pro Cycling WNT |
| ------------------------- | ----------------------------- | ------------------------- |
| Num                       | Coureuse                      | Pos                       |
| 171                       | Laura Asencio (FRA)           | AB-7                      |
| 172                       | Erica Magnaldi (ITA)          | 4e                        |
| 173                       | Kathrin Hammes (GER)          | NP-4                      |
| 174                       | Clara Koppenburg (GER)        | 2e                        |
| 175                       | Ane Santesteban (ESP)         | 5e                        |
| 176                       | Gabrielle Pilote Fortin (CAN) | AB-7                      |

| Rally Cycling RLW | Rally Cycling RLW             | Rally Cycling RLW |
| ----------------- | ----------------------------- | ----------------- |
| Num               | Coureuse                      | Pos               |
| 181               | Sara Poidevin (CAN)           | 11e               |
| 182               | Kristabel Doebel-Hickok (USA) | 21e               |
| 183               | Heidi Franz (USA)             | 49e               |
| 185               | Summer Moak (USA)             | AB-2              |

| Minsk Cycling Club MCC | Minsk Cycling Club MCC     | Minsk Cycling Club MCC |
| ---------------------- | -------------------------- | ---------------------- |
| Num                    | Coureuse                   | Pos                    |
| 191                    | Nastassia Kiptsikava (BLR) | 74e                    |
| 192                    | Taisa Naskovich (BLR)      | AB-6                   |
| 193                    | Darya Dziakola (BLR)       | 62e                    |
| 195                    | Hanna Tserakh (BLR)        | 41e                    |
| 196                    | Alina Abramenka (BLR)      | AB-4                   |

| Team Illuminate ILU | Team Illuminate ILU      | Team Illuminate ILU |
| ------------------- | ------------------------ | ------------------- |
| Num                 | Coureuse                 | Pos                 |
| 201                 | Alexandra Millard (USA)  | AB-3                |
| 202                 | Tatiana Dueñas (COL)     | 68e                 |
| 203                 | Shoko Kashiki (JPN)      | 57e                 |
| 204                 | Jessenia Meneses (COL)   | 37e                 |
| 205                 | Daphnee Karagianis (USA) | AB-2                |
| 206                 | Kulacha Chairin (THA)    | 76e                 |

| Virtu Cycling Women TVC | Virtu Cycling Women TVC         | Virtu Cycling Women TVC |
| ----------------------- | ------------------------------- | ----------------------- |
| Num                     | Coureuse                        | Pos                     |
| 221                     | Marta Bastianelli (ITA) (route) | 20e                     |
| 222                     | Anouska Koster (NED)            | 36e                     |
| 223                     | Katrine Aalerud (NOR)           | 7e                      |
| 224                     | Sofia Bertizzolo (ITA)          | 44e                     |
| 225                     | Rachel Neylan (AUS)             | 15e                     |
| 226                     | Birgitte Andersen               | 28e                     |

| Health Mate-Ladies Team HMT | Health Mate-Ladies Team HMT   | Health Mate-Ladies Team HMT |
| --------------------------- | ----------------------------- | --------------------------- |
| Num                         | Coureuse                      | Pos                         |
| 231                         | Christina Schweinberger (AUT) | 40e                         |
| 232                         | Lara Defour (BEL)             | 78e                         |
| 233                         | Suzanne Verhoeven (BEL)       | NP-3                        |
| 234                         | Kylie Waterreus (NED)         | DQ-5                        |
| 235                         | Senna Feron (NED)             | 55e                         |
| 236                         | Amber Aernouts (NED)          | 75e                         |

| Biehler Pro Cycling BPC | Biehler Pro Cycling BPC  | Biehler Pro Cycling BPC |
| ----------------------- | ------------------------ | ----------------------- |
| Num                     | Coureuse                 | Pos                     |
| 241                     | Marissa Baks (NED)       | AB-3                    |
| 243                     | Roos Hoogeboom (NED)     | AB-4                    |
| 244                     | Quinty Ton (NED)         | 66e                     |
| 245                     | Henrietta Colborne (GBR) | 47e                     |
| 246                     | Teuntje Beekhuis (NED)   | 25e                     |

| Crédit mutuel ___ | Crédit mutuel ___            | Crédit mutuel ___ |
| ----------------- | ---------------------------- | ----------------- |
| Num               | Coureuse                     | Pos               |
| 251               | Marie-Soleil Blais (CAN)     | AB-5              |
| 252               | Marine Thiebault (FRA)       | 81e               |
| 253               | Laure Anne Ferrent (FRA)     | AB-3              |
| 254               | Anne Frédérique Muller (FRA) | AB-2              |
| 255               | Patricia Baubet (FRA)        | AB-2              |
| 256               | Sara Touche (FRA)            | AB-3              |

## Présentation

### Comité d'organisation
Le Vélo Club Vallée du Rhône Ardéchoise organise la course. Le directeur de l'organisation est Alain Coureon et son adjoint est Louis Jeannin.

### Règlement de la course

#### Délais
Lors d'une course cycliste, les coureurs sont tenus d'arriver dans un laps de temps imparti à la suite du premier pour pouvoir être classés. Les délais prévus sont de 45 % pour la septième, 50 % pour la première étape, 65 % pour la cinquième et sixième, 70 % pour les troisième et quatrième et 75 % pour la deuxième étape.

#### Classements et bonifications
Le classement général individuel au temps est calculé par le cumul des temps enregistrés dans chacune des étapes parcourues. Le coureur qui est premier de ce classement est porteur du maillot rose. En cas d'égalité au temps, les centièmes de secondes des contre-la-montres sont comptabilisés. Ensuite, la somme des places obtenues sur chaque étape départage les concurrentes.

##### Classement par points
Le maillot vert, récompense le classement par points. Celui-ci se calcule selon le classement lors des arrivées d'étape.
Lors d'une arrivée d'étape, les dix première se voient accorder des points selon le décompte suivant : 15, 10, 8, 7, 6, 5, 4, 3, 2 et 1 point. En cas d'égalité, les coureurs sont prioritairement départagés par le nombre de victoires d'étapes. Si l'égalité persiste, le nombre de victoires à des sprints intermédiaires puis éventuellement la place obtenue au classement général entrent en compte. Pour être classé, un coureur doit avoir terminé la course dans les délais.

##### Classement de la meilleure grimpeuse
Le classement de la meilleure grimpeuse, ou classement des monts, est un classement spécifique basé sur les arrivées au sommet des ascensions répertoriées dans l'ensemble de la course. Elles sont classés en cinq catégories. Les ascensions de hors catégorie rapportent respectivement 15, 12, 10, 7, 5, 3, 2 et 1 points aux huit premières. En 2019, aucune ascension de cette catégorie n'est présente. Pour les ascensions de première catégorie, le barème est 10, 7, 5, 3, 2 et 1 points pour les six premières. Pour les ascensions de deuxième catégorie, le barème est 6, 4, 3, 2 et 1 points pour les cinq premières. Pour les ascensions de troisième catégorie, le barème est 3, 2 et 1 points pour les trois premières. Enfin les ascensions de quatrième catégorie rapporte un point à la première. Le premier du classement des monts est détenteur du maillot à pois. En cas d'égalité, les coureurs sont prioritairement départagés par le nombre de premières places aux sommets des ascension hors catégorie, puis première catégorie, puis de deuxième catégorie, etc. Si l'égalité persiste, le critère suivant est la place obtenue au classement général. Pour être classé, une coureuse doit avoir terminé la course dans les délais.

##### Classement des rushs
Le maillot rouge, récompense le classement des rushs. Celui-ci se calcule selon le classement lors de sprints intermédiaires. Les quatre premières coureurs des sprints intermédiaires reçoivent respectivement 5, 3, 2 et un point. En cas d'égalité, celle ayant le plus de première place s'impose. En case nouvelle égalité, le classement général départage les concurrentes.

##### Classement de la meilleure jeune
Le classement de la meilleure jeune ne concerne qu'une certaine catégorie de coureuses, celles étant âgées de moins de 23 ans. C'est-à-dire aux coureuses nées après le 1er janvier 1998. Ce classement, basé sur le classement général, attribue au premier un maillot blanc.

##### Classement du combiné
Le classement du combiné attribue un maillot bleu. La position des coureuses dans les classements suivants est prise en compte : classement général, classement des rushs et classement de la montagne. Les places des concurrentes dans ces différents classements sont additionnées. Celle ayant le moins de points mène le classement.

##### Classement par équipes
Le classement par équipes du jour s’établit par l’addition des trois meilleurs temps individuels de chaque équipe. En cas d’égalité, les équipes sont départagées par le nombre de première place au classement par équipes journalier, ensuite par le nombre de deuxième place au classement par équipes du jour, etc.

##### Classement de la combativité
À l'issue de chaque étape, un jury constitué de quatre personnes attribue à la coureuse ayant le plus mérité, le trophée de la combativité.

##### Répartition des maillots
Chaque coureuse en tête d'un classement est porteuse du maillot ou du dossard distinctif correspondant. Cependant, dans le cas où une coureuse dominerait plusieurs classements, celle-ci ne porte qu'un seul maillot distinctif, selon une priorité de classements. Le classement général au temps est le classement prioritaire, suivi du classement par points, du classement général du meilleur grimpeur, de celui des rushs, de celui du combiné et du classement de la meilleure jeune. Si ce cas de figure se produit, le maillot correspondant au classement annexe de priorité inférieure n'est pas porté par celui qui domine ce classement mais par son deuxième.

#### Primes
Les étapes permettent de remporter les primes suivantes :
| Position | 1er   | 2e    | 3e    | 4e   | 5e   | 6e   | 7e   | 8e   | 9e   | 10e  |
| Prix     | 220 € | 130 € | 100 € | 80 € | 70 € | 70 € | 70 € | 70 € | 70 € | 70 € |

Les coureuses classées de la 11e à la 15e place gagnent 40 €.
Le classement général final attribue les sommes suivantes :
| Position | 1er   | 2e    | 3e    | 4e    | 5e   | 6e   | 7e   | 8e   | 9e   | 10e  |
| Prix     | 350 € | 250 € | 200 € | 110 € | 90 € | 90 € | 90 € | 90 € | 90 € | 90 € |

Les coureuses classées de la 11e à la 15e place gagnent 50 €.

#### Prix
Le classement de la montagne final attribue les sommes suivantes :
| Position | 1er   | 2e   | 3e   | 4e   | 5e   | 6e   | 7e   | 8e   | 9e  | 10e |
| Prix     | 120 € | 90 € | 70 € | 60 € | 50 € | 40 € | 40 € | 30 € | 0 € | 0 € |

Les rushs rapportent cinq euros par point.
Le classement de la meilleure jeune et celui du combiné attribuent les sommes suivantes :
| Position | 1er   | 2e    | 3e   | 4e   | 5e   | 6e   | 7e  | 8e  | 9e  | 10e |
| Prix     | 120 € | 100 € | 90 € | 80 € | 70 € | 40 € | 0 € | 0 € | 0 € | 0 € |

Le classement par points attribue les sommes suivantes :
| Position | 1er  | 2e   | 3e   | 4e   | 5e   | 6e  | 7e  | 8e  | 9e  | 10e |
| Prix     | 80 € | 50 € | 30 € | 20 € | 20 € | 0 € | 0 € | 0 € | 0 € | 0 € |

Le classement par équipes attribue les sommes suivantes :
| Position | 1er   | 2e    | 3e   | 4e   | 5e  | 6e  | 7e  | 8e  | 9e  | 10e |
| Prix     | 210 € | 150 € | 90 € | 50 € | 0 € | 0 € | 0 € | 0 € | 0 € | 0 € |

Le prix de la combativité donne le droit à panier de produit du terroir chaque jour. Le super combatif empoche 150 €. Le classement des rushes attribue 5 € par point.